# 대성당

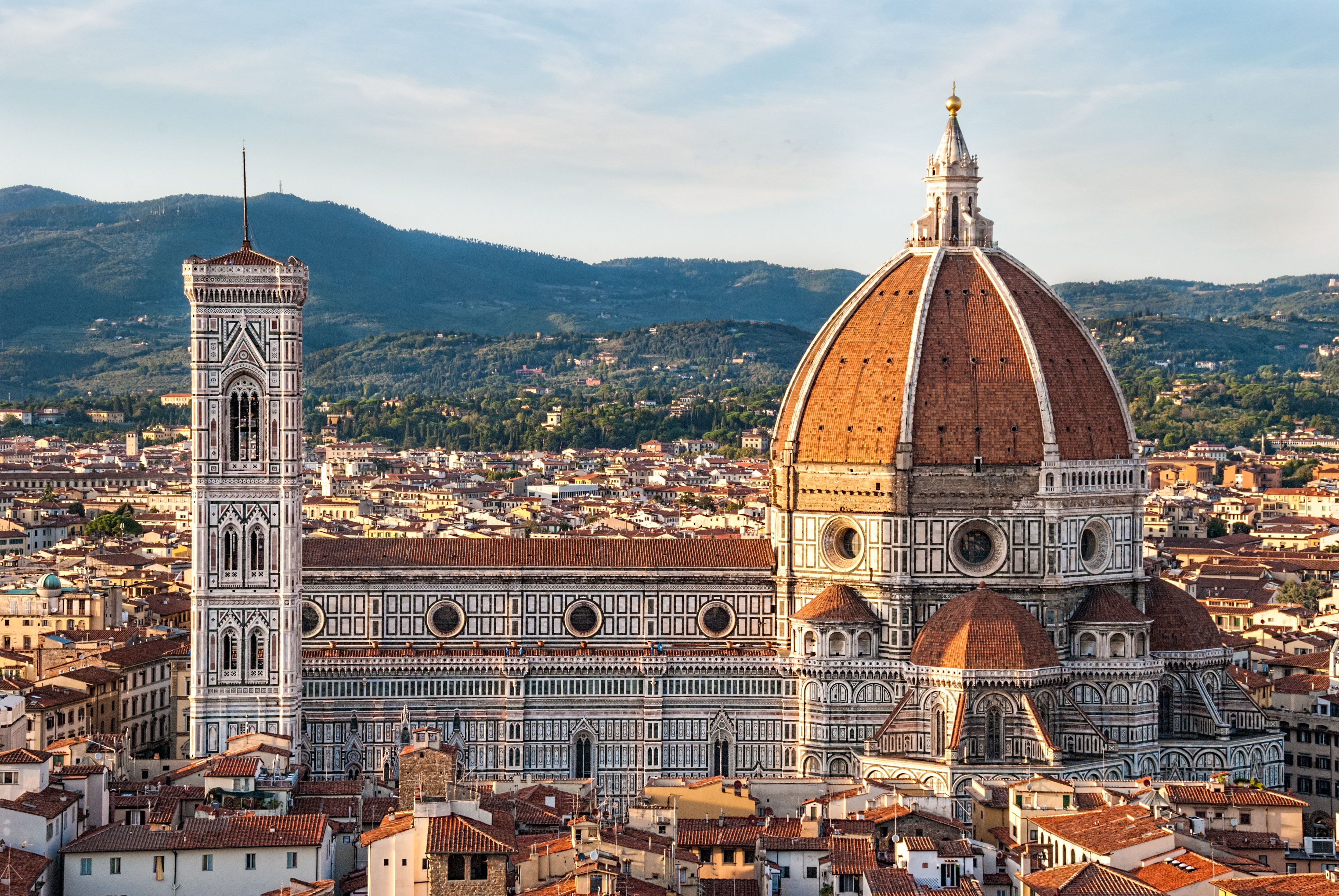
필리포 브루넬레스키가 이탈리아 피렌체에 건축한 산타 마리아 델 피오레 대성당은 세계에서 가장 큰 벽돌 돔을 가지고 있으며 세계 건축의 걸작으로 평가받는다.

대성당(大聖堂, 영어: Cathedral)은 교구 전체의 중심이 되는 기독교의 성당을 일컫는 말이며, 교구의 관리자인 교구장주교의 주교좌가 있기 때문에 주교좌성당(主敎座聖堂, 라틴어: Ecclesia Cathedralis)이라고도 한다. "대성당"의 기능을 가진 교회는 일반적으로 로마 가톨릭교회, 동방 정교회, 성공회 및 일부 루터교회와 같이 주교 계층을 가진 기독교 교단에 특화되어 있다. 대성당의 기능을 구현하는 교회 건물은 4세기에 이탈리아, 갈리아, 스페인, 북아프리카에서 처음 나타났지만, 서방 로마 가톨릭교회에서 대성당이 보편화된 것은 12세기가 되어서였다. 이때 대성당은 사목구 성당, 수도원 교회, 주교 거주지와는 다른 건축 양식, 제도적 구조 및 법적 정체성을 발전시켰다. 대성당은 주교가 자신의 행정 권한 아래 있는 지역을 통치하는 곳이기 때문에 교회보다 계층상 더 중요하다.
종교 개혁 이후, 스코틀랜드의 스코틀랜드 교회, 화란 개혁교회, 특정 스위스의 주 및 독일 일부 지역과 같은 서유럽의 여러 기독교 교회는 주교를 완전히 폐지하는 장로제를 채택했다. 이 지역의 고대 대성당 건물들이 여전히 회중 예배에 사용되고 있는 경우, 일반적으로 "대성당"이라는 칭호와 위엄을 유지하고 별개의 대성당 기능을 유지 및 발전시키지만, 계층적 우위는 없다. 16세기 이후, 특히 19세기부터 서유럽에서 유래한 교회들은 활발한 선교 활동을 펼쳐 아시아, 아프리카, 오스트랄라시아, 오세아니아 및 아메리카에 다양한 형태의 새로운 교구와 관련 대성당 설립으로 이어졌다. 또한, 로마 가톨릭교회와 정교회 모두 개종자와 이주 동교인들을 위해 이전에 개신교 지역이었던 곳에 새로운 교구를 형성했다. 따라서 단일 도시에서 세 개 이상의 다른 교파의 대성당이 기독교인에게 봉사하는 것을 드물지 않게 볼 수 있다.

## 어원과 정의

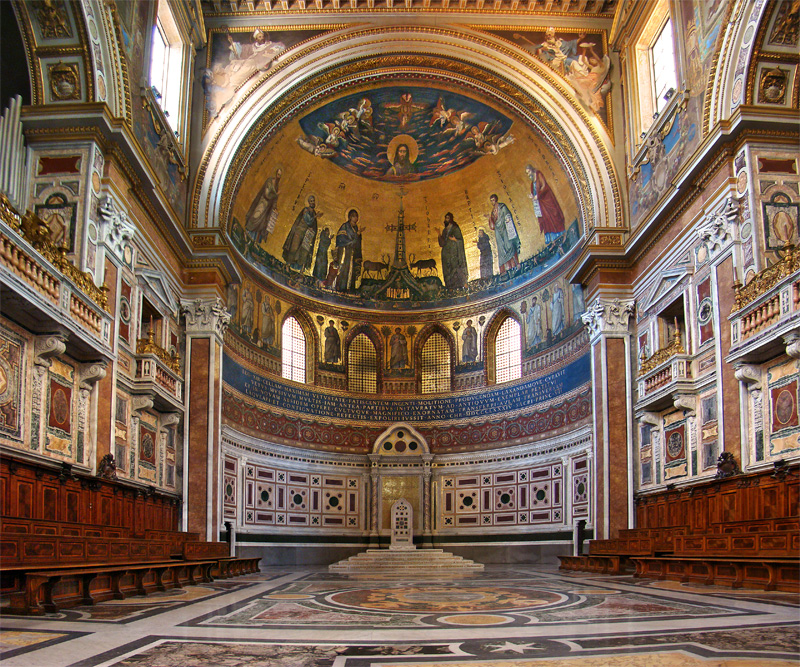
로마 주교로서의 교황의 주교좌, 산조반니 인 라테라노 대성전

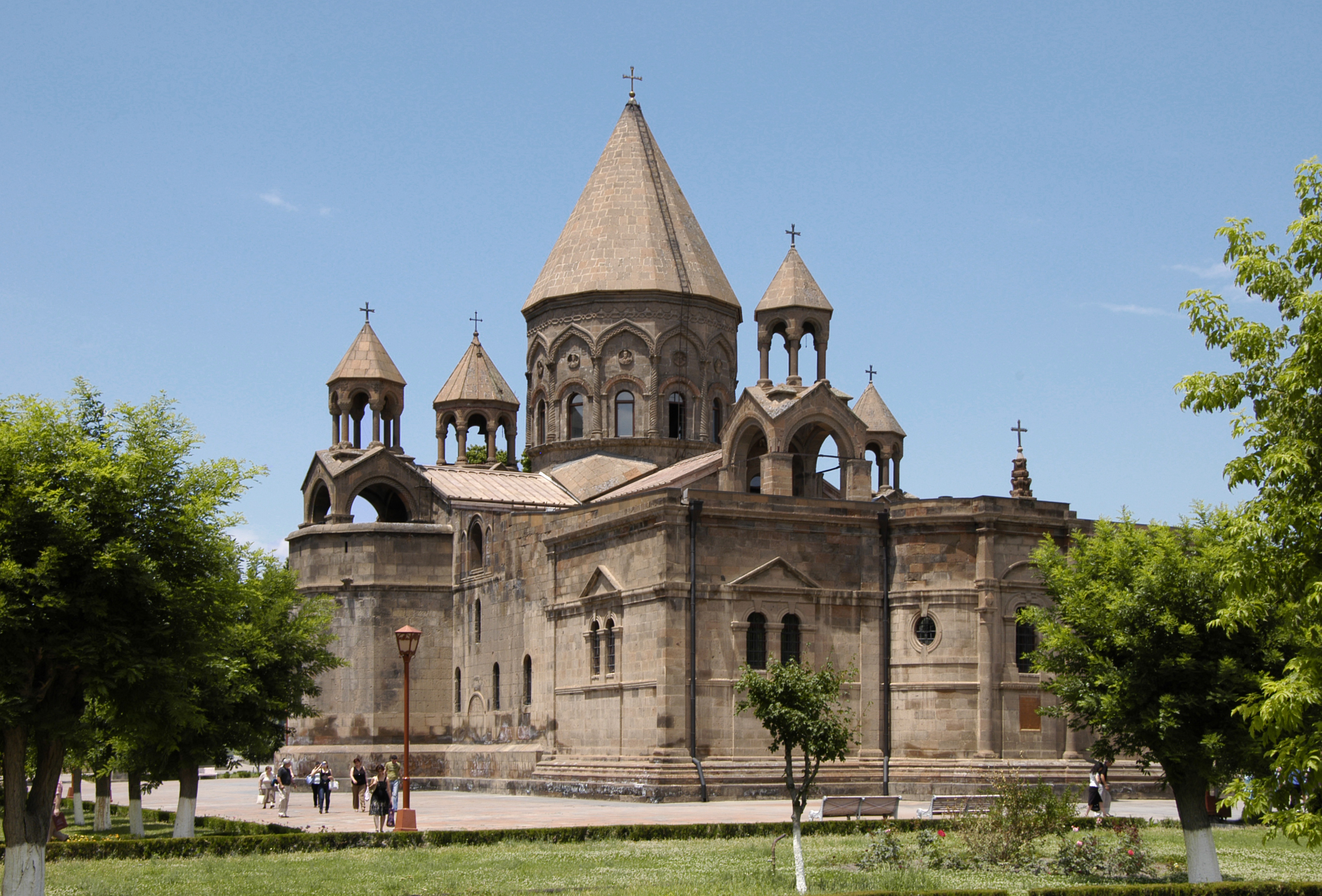
세계에서 가장 오래된 대성당으로 여겨지는 아르메니아 바가르샤파트의 에치미아진 대성당

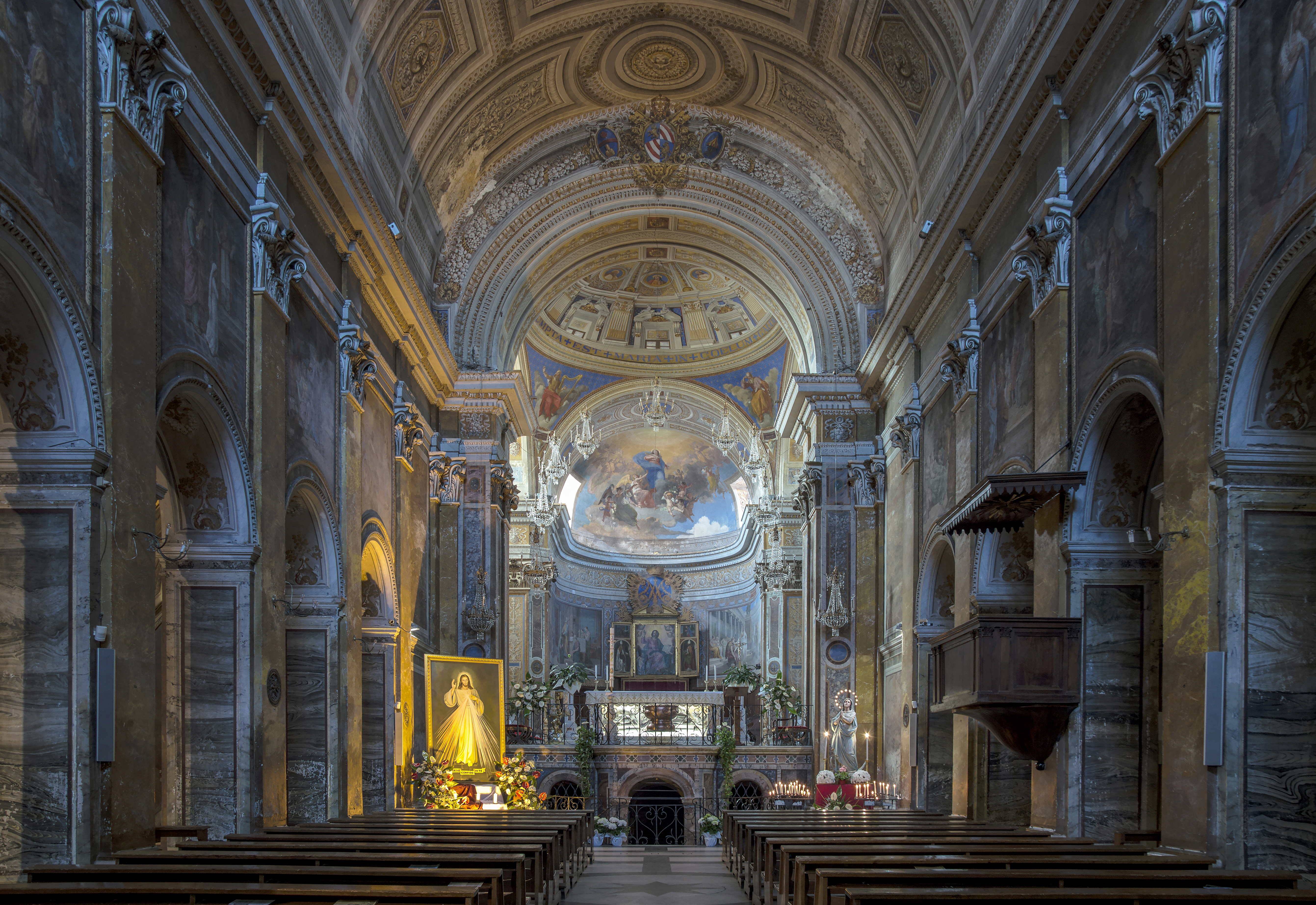
네피의 산타 마리아 아순타 대성당은 로마 가톨릭교회 대성당이다.

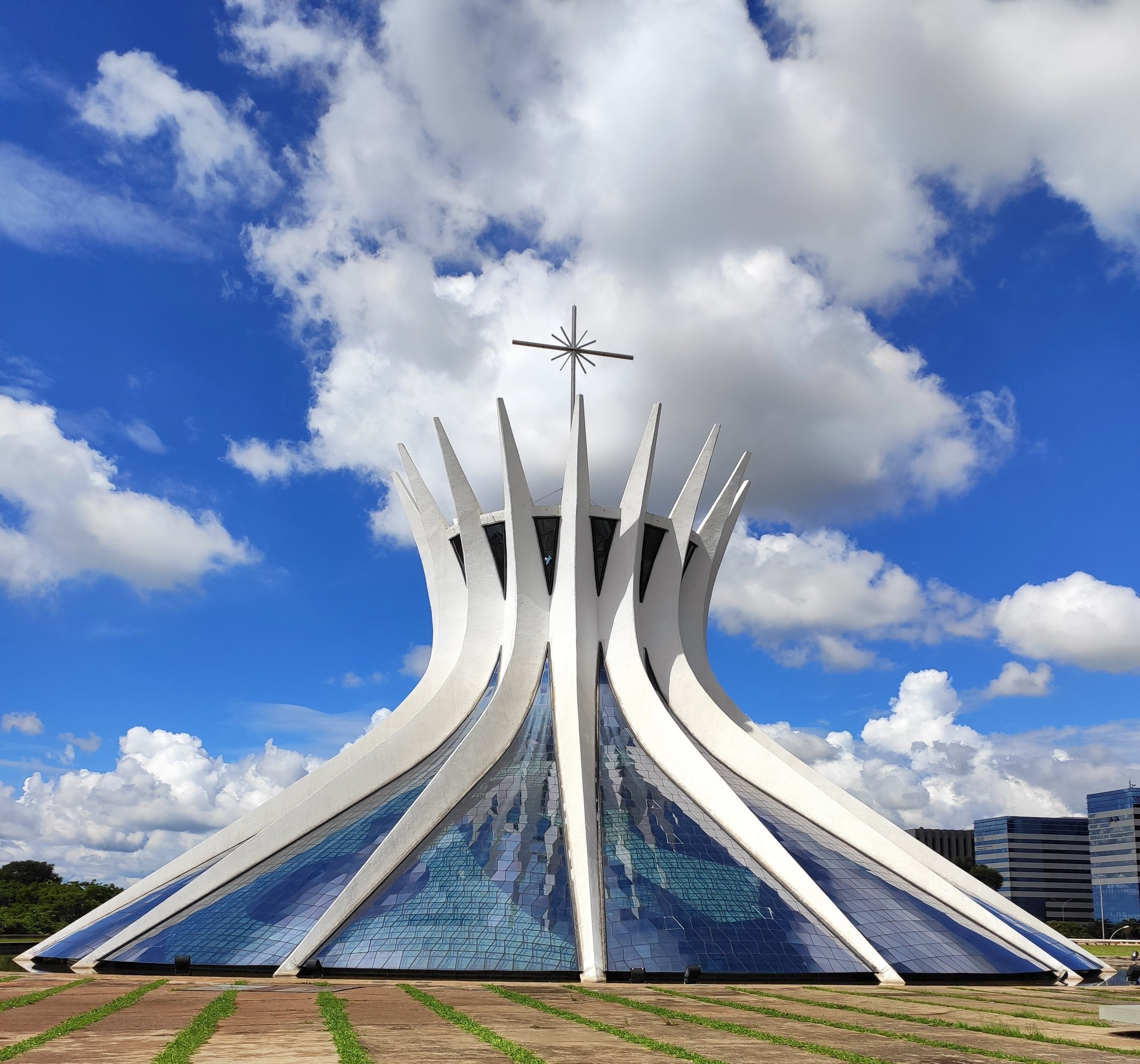
브라질의 브라질리아 대성당은 근대적인 형태를 띤다.

대성당을 뜻하는 영어 단어 'cathedral'은 프랑스어 cathédrale에서 유래했으며, 이는 라틴어 ecclesia cathedralis와 cathedra('좌석')에서 왔고, 궁극적으로는 고대 그리스어 καθέδρα (kathédra) '좌석, 벤치'에서 파생되었으며, 이는 다시 κατά (kata) '아래'와 ἕδρα (hedra) '좌석, 받침대, 의자'에서 왔다.
이 단어는 주교나 대주교의 의자나 왕좌가 성직자와 평신도 위에 높이 솟아 있으며, 원래는 제대 뒤에서 회중을 향하고 있었다는 존재와 중요성을 나타낸다. 고대 세계에서, 높은 단상 위의 의자는 교사나 수사의 특징적인 표식이었고, 따라서 주교의 교사로서의 역할을 상징한다. 바실리카 양식의 홀에 놓인 높은 왕좌는 또한 후기 고대의 주재 매지스트레이트를 정의하는 것이었고, 따라서 주교좌는 주교가 자신의 교구를 통치하는 역할을 상징하기도 한다.
주교의 좌석을 의미하는 대성당이라는 단어는 대부분의 언어에서 사용되지만, 유럽에서는 대성당 교회를 이탈리아어로는 두오모 (이탈리아어), 독일어로는 Dom (예: 독일어, 네덜란드어 등)라고 부르기도 하는데, 이는 라틴어 domus ecclesiae (교회의 집) 또는 domus episcopalis (주교의 집)에서 유래했다. 이 용어들이 동의어는 아니지만 (두오모는 영국의 "minster"와 유사한 참사회 교회이다), 많은 대성당 교회는 또한 참사회 교회이므로, 두오모와 Dom은 해당 국가에서 대성당의 일반적인 이름이 되었다. 이베리아반도의 일부 지역에서도 포르투갈어로는 Sé, 카탈루냐어로는 Seu (스페인어 형태는 Seo)를 사용하는 것이 일반적이며, 이들 모두 라틴어 episcopalis sedes (주교의 좌석)에서 유래했다.
동방 정교회에서 라틴어 'cathedral'은 일반적으로 '모임'을 의미하는 카톨리콘 (슬라브어로는 sobor)으로 번역되지만, 이 칭호는 수도원 및 주교 책임이 없는 다른 주요 교회에도 적용된다. 대주교 또는 "관구장"이 주재하는 교회를 특별히 지칭할 때는 kathedrikós naós (직역: '대성당 성전')라는 용어가 사용된다.
주교의 좌석은 오직 주교만이 대성당을 만든다는 원칙을 구현하며, 이는 더 이상 주교가 없지만 이전에 주교가 주재했던 고대 교회에서 대성당의 위엄과 기능을 유지하는 교회에도 여전히 적용된다. 그러나 좌석은 또한 대성당이 주교를 만든다는 원칙을 구현할 수도 있다. 이는 구체적으로, 주교가 대성당 내에서 선출되고 성직자와 평신도의 환호로 대성당 내에서 착좌함으로써 취임하며, 일반적으로는 주교의 정규 기도, 고등 학습 및 음악 예배에 대한 필수 자격이 수세기 동안 주로 대성당 기능을 통해 접근 가능했기 때문이다. 이 점에서 동방 정교회를 포함한 교회 전통과 이전에 아일랜드, 스코틀랜드, 웨일스의 켈트 기독교를 포함했던 교회 전통, 즉 주교가 수도원에서 만들어지는 경향이 있는 교회 전통과 주교가 대성당 성직자의 계급을 통해 주로 배출되는 경향이 있는 교회 전통 사이에 구별이 있다.
로마 가톨릭 전통에서, 대성당이라는 용어는 교구의 주교좌가 있는 교회에만 정확하게 적용된다. 속인구의 대수도원 교회는 동일한 기능(즉, 수도원장의 좌석을 수용)을 수행하지만, 대성당이라는 칭호를 얻지는 못한다. 교구와 법적으로 동등하지만 법적으로 그렇게 설립되지 않은 다른 관할권(교황 대리구, 대리구, 교황청 교령에 따른 교구, 사도 대리구, 사도 행정구)에서는 이 기능을 수행하는 교회를 해당 기관의 "주요 교회"라고 정확하게 부른다. 비록 일부에서는 어쨌든 대성당이라는 용어를 차용하고 있다. 로마 가톨릭교회는 또한 다음 용어를 사용한다.
- 임시 대성당은 대개 교구의 대성당이 건설, 보수 또는 수리 중일 때 임시로 대성당으로 사용되는 본당 또는 다른 교회이다. 이 지정은 임시 사용이 계속되는 동안에만 적용된다.
- 공동 대성당은 두 개의 교구가 있는 교구에 있는 두 번째 대성당이다. 이러한 상황은 두 개의 이전 교구가 합병되거나, 교구를 분할할 준비를 하거나, 교구 영토의 확장으로 인해 두 번째 장소에서 대성당 기능을 수행해야 할 필요가 있을 때 발생할 수 있다.
- 옛 대성당 (직역: '첫 대성당')은 이전된 교구의 전 대성당이다.

크기와 역사적 중요성에도 불구하고, 로마 가톨릭의 성좌인 로마의 성 베드로 대성전은 대성당이 아니다.

관구장 주교의 대성당 교회는 관구 대성당이라고 불린다.
대성당이라는 용어는 실제로는 건물의 크기나 화려함에 대한 함의를 가지지 않지만, 많은 대성당은 단순히 교구 축하 행사가 일반적으로 교구 내의 더 큰 교회 중 하나의 수용력을 필요로 하기 때문에 인상적인 건물이다. 따라서 대성당이라는 용어는 대성당으로 기능하지 않는 크고 인상적인 교회에 대해 구어적으로 자주 적용된다(예: 노르웨이 트롬쇠의 북극 대성당]. 사이먼 젠킨스의 유럽 대성당 안내서는 의도적으로 대성당이 아니었던 교회들(울름 대성당과 바르셀로나의 소규모 바실리카인 사그라다 파밀리아) 또는 이전에 그렇게 지정되었던 교회들(웨스트민스터 사원과 바젤 대성당)을 포함한다.

## 초대 교회의 역사와 조직

### 유럽 최초의 대성당의 기원과 특징

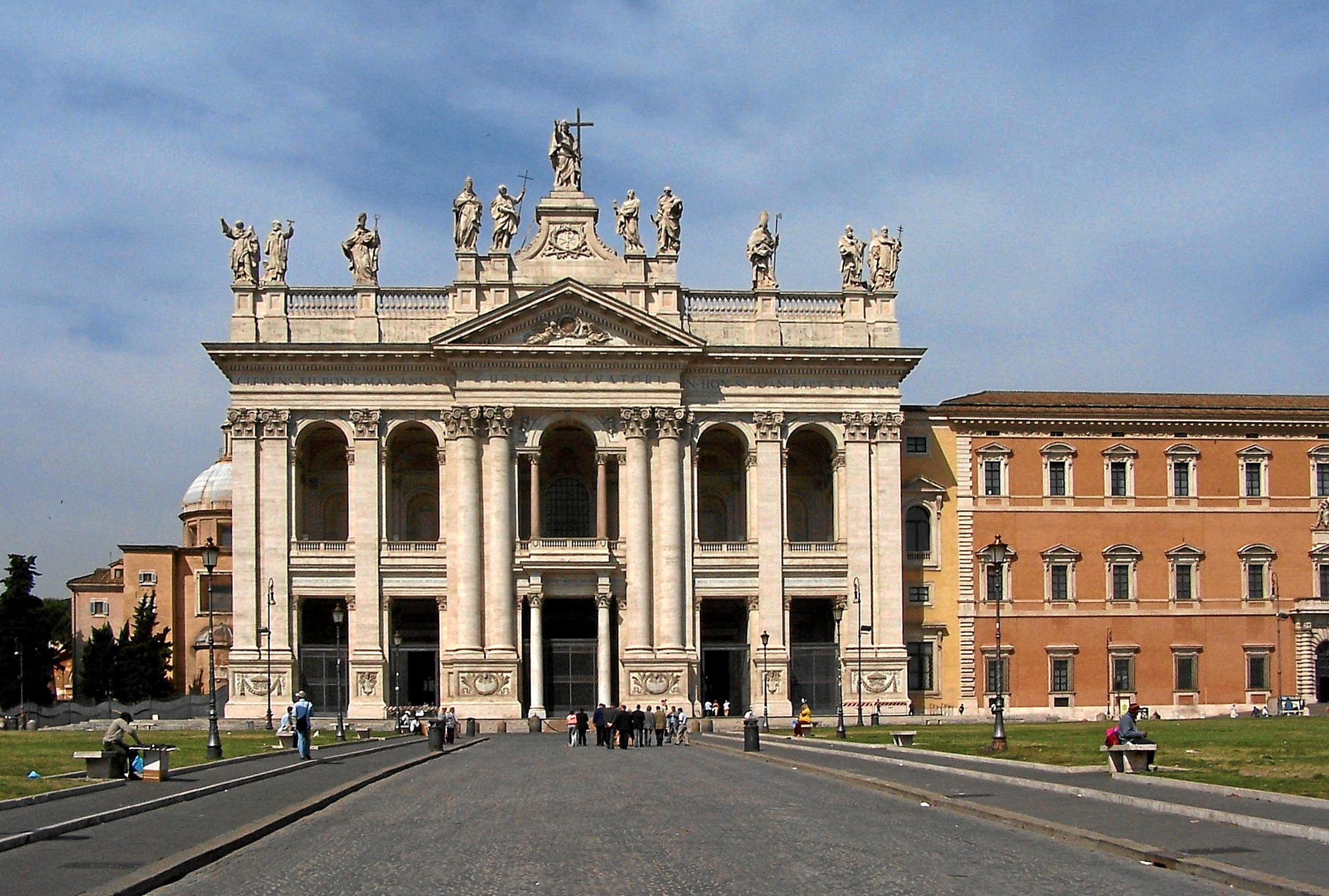
로마의 총대주교 산조반니 인 라테라노 대성전.

대성당의 역사는 313년 콘스탄티누스 1세 황제가 직접 기독교를 채택하고 교회의 평화를 시작하면서 시작되었다. 사실, 엄밀히 말하면 그 이전에 "대성당"은 존재할 수 없었다. 왜냐하면 4세기 이전에는 기독교의 "주교좌"가 없었기 때문이다. 주교들은 회중 예배를 인도할 때 결코 앉지 않았고, 대신 높은 단상이나 강단에 서서 주재했다. 3세기에는 "단상에 오르다", ad pulpitum venire라는 문구가 기독교 성직 서임의 표준 용어가 되었다. 256년 두라 에우로포스 공성전 중에 완전한 기독교 가옥 교회, 즉 domus ecclesiae가 방어벽에 묻혔고, 발굴되었을 때 벽 꼭대기 높이까지 일부가 보존되었다. 두라 교회는 표준 형태의 큰 도시 안뜰 주택을 개조한 것으로, 두 개의 방을 합쳐 60-75명이 서서 예배할 수 있는 회의실을 만들었다. 반대편 안뜰의 방에는 세례실로 사용될 세례조가 설치되었고, 그 위에는 풍부한 벽화가 그려져 있었다. 큰 방의 한쪽 끝에는 실제로 한 사람이 차례로 읽고, 설교하고, 주재할 수 있을 만큼 큰 높은 강단이 있었지만, 왕좌를 놓기에는 너무 낮았고, 제단을 놓기에는 너무 작았다. 그 외에는 큰 방에 장식이나 특징적인 요소가 전혀 없었다.
269년, 두라가 페르시아군에 함락된 직후, 일단의 성직자들이 공개 서한의 형태로 사모사타의 파울로스 안티오키아 주교에 대한 고발장을 작성했다. 고발 내용 중에는 황실과의 인맥으로 두케나리우스라는 시민 지위를 얻은 파울로스가 안티오키아 교회에 자신만을 위한 비공개 공간, 즉 secretum을 부적절하게 세웠고, 이 비공개 공간 안에 예배를 주재할 왕좌를 세웠으며, 자신이 고안한 찬송가를 부르도록 여성 합창단을 훈련시켰다는 내용이 포함되었다. 이러한 관행은 모두 혁신으로 비난받았으며, 자신의 세속 로마 행정관의 상징을 교회 의식에 부적절하게 도입하고, 성찬 예배에서 주교의 인격이 그리스도 자신의 자리에 앉는다고 오만하고 불경하게 주장하는 것으로 간주되었다. 백 년 후에도 지중해 세계의 모든 주교들은 대성당을 가지고 있었고, 모두 둘러싸인 성역 공간 안에 왕좌에 앉았으며, 모두 성찬 예배를 강화하기 위해 훈련된 합창단을 설립했다.
이러한 변화의 근본적인 원동력은 주교들이 공적 행정관에게 적합한 의무, 위엄, 휘장을 채택하고 유지하라는 황제의 초대를 다소 자발적으로 수락한 것이었다. 전형적으로 로마의 행정관은 바실리카라고 불리는 크고, 풍부하게 장식된, 측랑이 있는 직사각형 홀에서 높은 왕좌에 앉아 주재했으며, 이제 주교들도 그렇게 할 것이다. 이 새로운 바실리카 양식 대성당 중 실질적인 유적이 여전히 보이는 가장 초기(그리고 가장 먼저 지어진 것 중 하나일 수 있는)는 아드리아해 북단에 있는 아퀼레이아 대성당 아래에 있다. 313년에서 319년 사이의 모자이크 비문으로 미루어 볼 때, 이 복합 단지는 유사한 크기의 동서 방향의 평행한 두 개의 측랑이 있는 홀로 구성되어 있었다. 세 번째 더 작은 남북 방향의 십자형 홀이 이들을 연결하고 있었는데, 이는 주교의 거주지인 에피스코피움의 접견실로 해석되었다. 세 개의 홀은 개방된 안뜰을 형성하며, 원래는 별도의 세례당이 위치해 있었다. 두 개의 큰 바실리카 홀 모두에서 보존된 풍부한 모자이크 바닥은 (다른 장면들 중에서) 요나와 고래와 주로 여성 기증자들의 초상화를 보여준다. 이와 유사한 이중 바실리카와 세례당으로 구성된 대성당이 곧 밀라노, 트리어, 파비아에도 세워졌지만, 이후에는 단일 바실리카 교회가 더 일반적인 대성당 모델이 되었다.
콘스탄티누스의 기독교에 대한 황실의 호의 선언은 로마 제국에서 기독교 생활의 모든 측면을 변화시켰다. 소수 종교였고, 주로 도시 지역과 제한된 사회 집단에 국한되었으며, 공식적인 적대감과 가끔 박해를 받던 기독교는 4세기 내내 교회 시설의 건물, 자금, 인력을 급진적으로 확장하게 되었다. 처음에는 여전히 도시 지역 내에 머물렀지만, 결국 pagus, 즉 도시의 시골 배후 지역으로 확장되면서 모든 계층의 잠재적 신도 수가 크게 늘어났다. 최초의 대성당은 이러한 확장을 물질적 형태로 보여준다.

#### 건물
최초의 대성당의 위치와 배치는 도시마다 상당히 달랐지만, 대부분은 아퀼레이아와 마찬가지로 도시 성벽 내에 위치하지만 도심에서 떨어진 곳에 자리 잡는 경향이 있었고, 특정 요소는 거의 항상 발견된다.

#### 바실리카

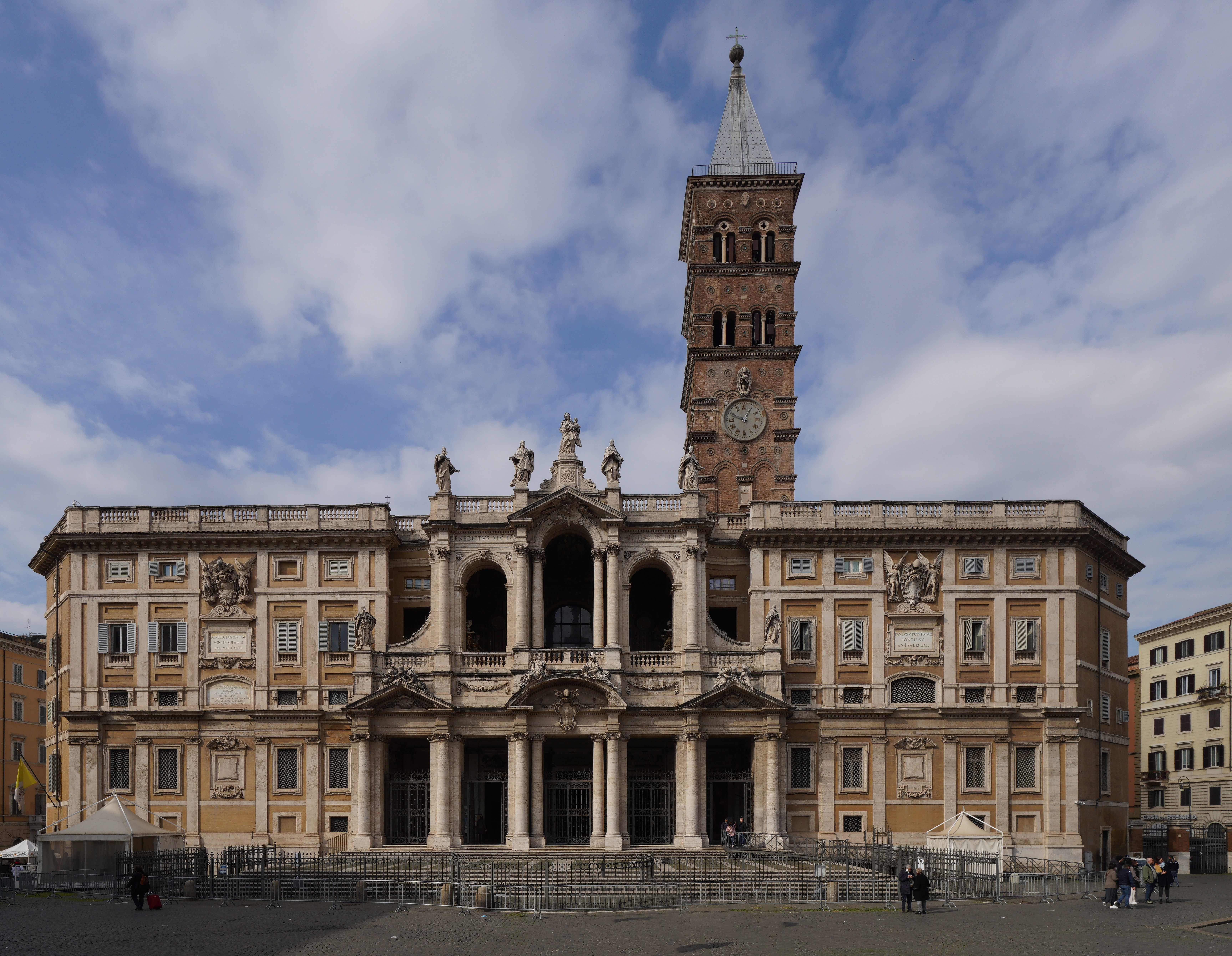
산타마리아 마조레 대성전, 로마

바실리카 양식의 홀은 이전에 주요 시민 복합 단지와 군사 본부 건물의 특징이었지만, 이제는 대규모 기독교 회중을 수용하기 위한 표준 구조가 되었다. 이제부터 바실리카라는 용어는 모든 실질적인 교회 건물을 의미한다. 이 새로운 바실리카는 이전의 기독교 집회소와는 규모면에서 완전히 달랐으며, 어떤 로마의 비기독교 사원이나 종교 건물과도 형태면에서 달랐다. 홀은 길고, 측랑이 있었으며, 큰 천측창에서 쏟아지는 빛으로 가득 찼다. 바닥과 벽은 모자이크와 상감 세공으로 풍부하게 장식되어 있었다. 일반적으로 추상적이거나 꽃무늬였다. 아퀼레이아의 원래 이중 바실리카 두 개는 각각 약 37m x 17m 크기였지만, 30년 안에 한 홀은 73m x 31m로 네 배나 커졌다. 이 확장된 바실리카는 이제 초기 대성당의 특징이 된 세 가지 추가 특징을 보여주었다. 교회의 동쪽 끝에 제단을 둘러싼 울타리, 제단 동쪽에 서쪽을 향한 신트로노스, 즉 중앙에 주교좌와 양쪽에 그의 가족 성직자를 위한 벤치가 있는 높은 단상, 그리고 서쪽 끝에 칸막이로 분리된 배랑으로, 예비 신자들은 성찬 예식의 핵심 행위 동안 이곳으로 물러났다.

#### 세례당
두라 교회의 세례당은 약 1m²에 깊이 1m였다. 세례를 받는 사람들은 그 안에 서 있을 수는 있었지만, 몸을 완전히 담글 수는 없었다. 새로운 대성당에서는 이전과 마찬가지로 주교만이 세례를 주었고, 적절한 교육 기간을 고려하여 연간 두 번 이하로 의식이 거행되었다. 그래서 세례당은 크기를 크게 늘려야 했고, 옷을 벗고, 기름을 바르고, 다시 옷을 입을 때 사생활을 보장하기 위한 부대 시설이 필요했다. 그리고 일반적으로 팔각형 형태의 세례조는 이제 완전히 침수할 수 있을 만큼 깊어졌고, 세례받는 사람과 보조하는 남성 또는 여성 부제가 모두 들어갈 수 있을 만큼 넓어졌다. 세례당은 일반적으로 장례 예배당에서 유래한 중앙 집중식 평면 형태를 채택했으며, 예배당 바실리카와는 항상 분리되어 있다.

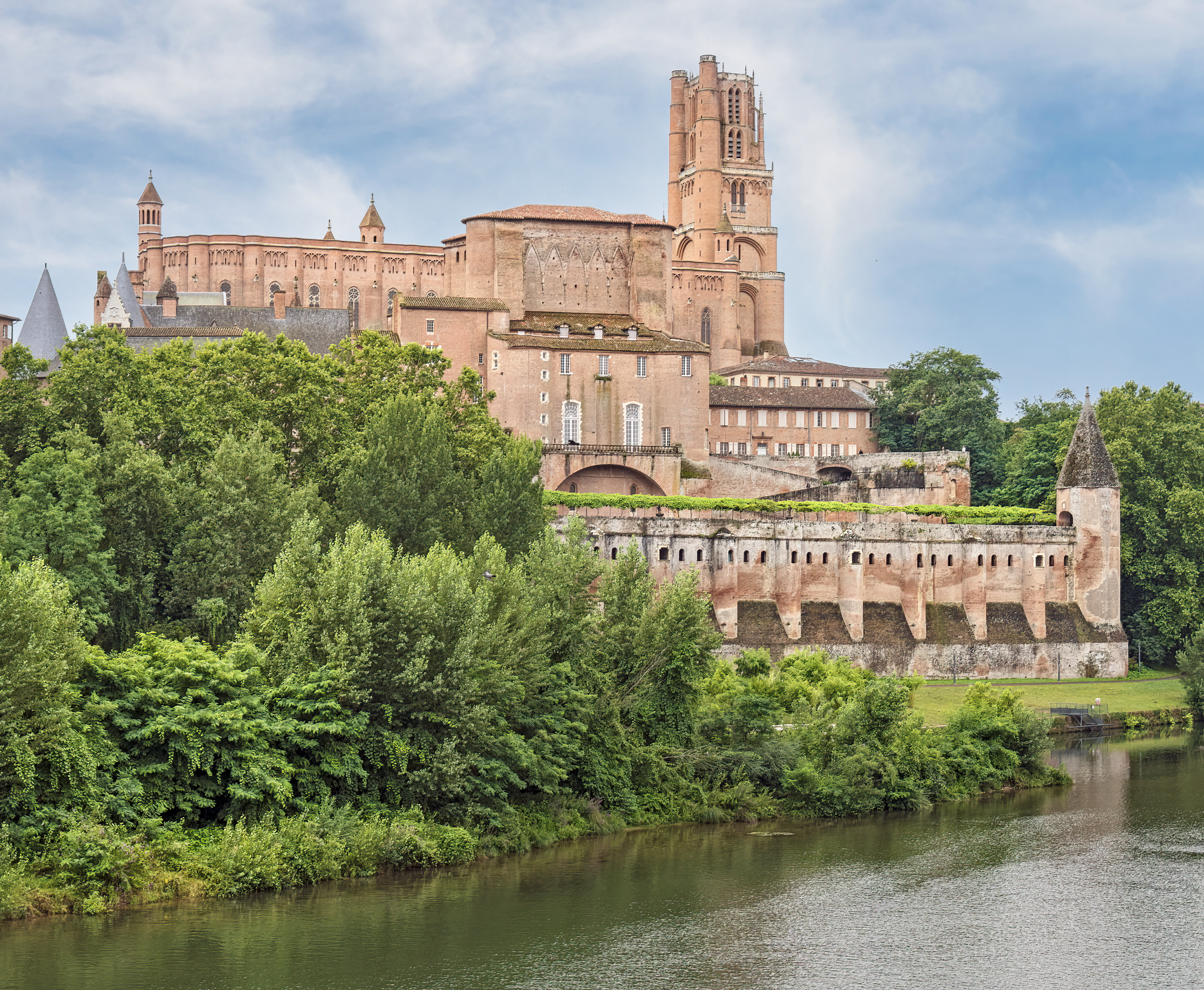
프랑스 알비에 있는 주교 궁전인 베르비 궁전.

#### 에피스코피움
두라의 가옥 교회에는 아무도 살지 않았다. 개조 과정에서 화장실과 부엌 같은 주거 시설은 제거되었다. 그러나 대성당 단지에는 항상 주교의 거처가 포함되어 있었다. 사모사타의 파울로스에게 제기된 고발 중 가장 두드러진 것은 독실한 여성들과의 지나친 친밀성 의혹이었다. 흔히 그러했듯이, 파울로스는 주교로 선출될 때 기혼이었고, 주교에게 보편적으로 기대되었듯이, 그는 아내와의 성적 접촉을 중단하고 더 이상 동거하지 않았다. 그러나 고발자들은 그가 다른 여성들과 계속 어울림으로써(실제 부적절한 행위의 징후가 없었음에도) 용납할 수 없는 스캔들의 가능성을 만들고 있다고 비난했다. 그러한 유사한 사건이 발생하는 것을 피하기 위해, 새로운 대성당은 주교와 그의 모든 수행원을 위해 남성 전용 거처를 마련해야 했다. 그리고 서방 교회에서는 모든 사제와 부제도 서품 후 아내와 떨어져 살 것으로 예상되었으므로, 이러한 거처인 에피스코피움은 필연적으로 상당한 규모였다. 서품된 소년과 남성을 위한 식사 및 수면 공간 외에도, 에피스코피움은 일반적으로 주교의 향상된 사회적 지위에 기대되는 환대를 위한 개인 식당, 주교를 위한 개인 경당 또는 예배당, 그리고 종종 목욕탕도 제공했다.

### 재정

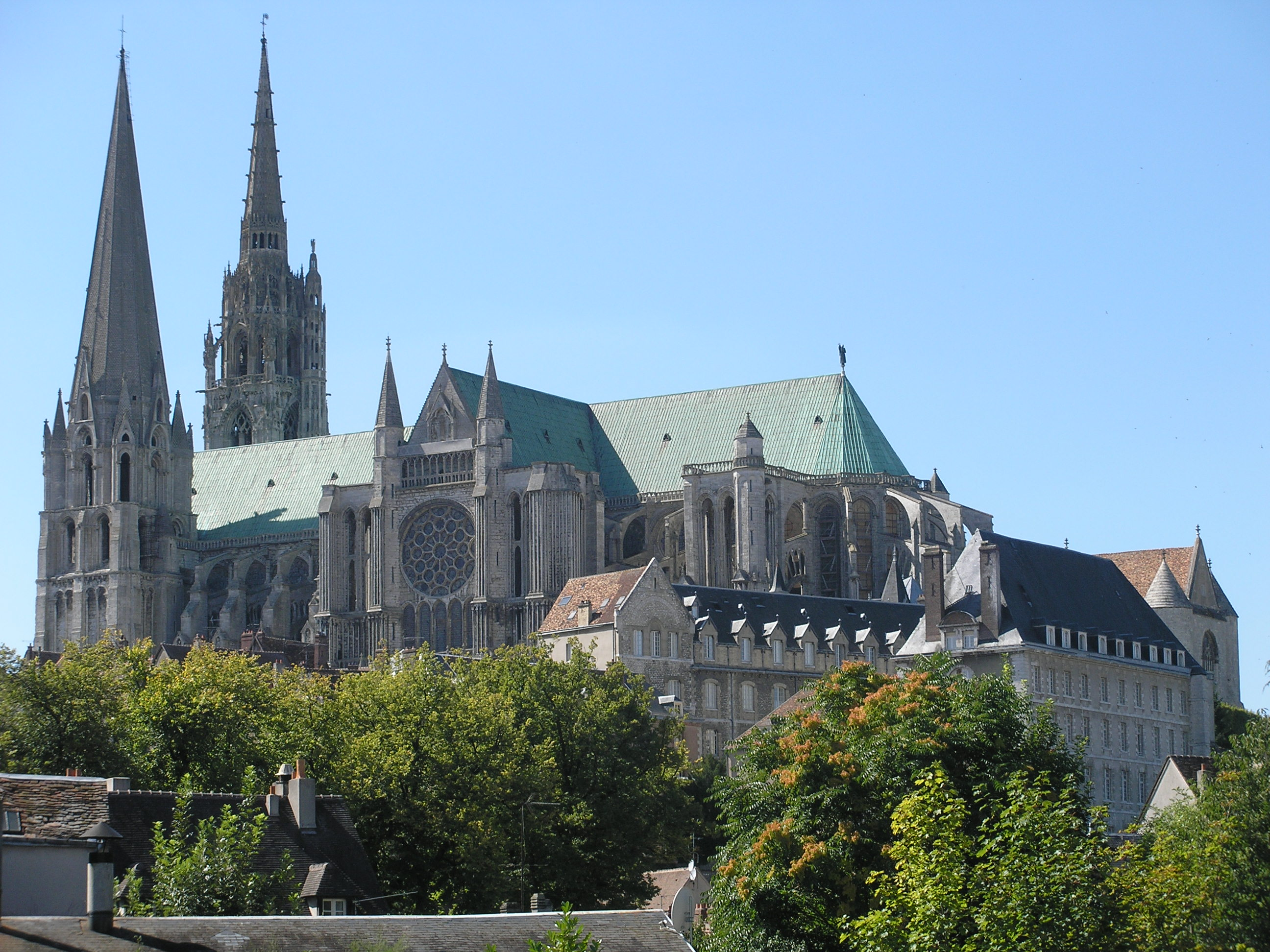
샤르트르 대성당, 프랑스. 순례자와 예술 애호가 모두를 끌어들이는 유명한 랜드마크이다.

주교의 거처가 대성당 건물 단지의 필수적인 부분이었듯이, 주교, 교구 및 대성당의 재산과 기부금 사이에는 구분이 없었다. 원칙적으로 모든 교구 수입은 공동 기금으로 납부되었고, 각 주요 지출 분야에 대해 네 가지 고정된 몫으로 분할되었다. 주교 자신; 대성당 성직자; 대성당 및 도시 교회의 건축 및 조명; 그리고 자선 기부금. 많은 교구는 이미 상당한 기부금을 보유하고 있었지만, 교회의 평화와 함께 수입은 엄청나게 증가했다. 부분적으로는 황실의 현물 보조금 때문이었지만, 주로 개인 유증과 정기적인 개인 자선 기부(종종 '첫 열매'라고 불림) 때문이었다. 비록 이 시기에는 십일조가 교회에 납부되지 않았다. 또한, 많은 개인 토지 소유자는 자신의 재산에 개인 예배당과 기도소를 지원했고; 독립적인 자선 기관, 그리고 결국에는 수도원과 수녀원도 기부했다.

#### 주교의 몫
아우구스티누스는 자신의 개인 소득이 소규모 공무원이었던 아버지의 20배에 달한다고 추정했다. 그리고 아우구스티누스는 북아프리카에서 가장 부유한 주교는 결코 아니었다. 그러나 콘스탄티누스로부터 시민 매지스트레이트의 지위를 수락하면서, 주교들은 이제 새로운 스타일과 지위를 유지하기 위한 상당한 지출과 관련 의무를 이행해야 했다. 예를 들어, 시민 재판관으로 재판할 때 그들을 지원하기 위해 자격을 갖춘 법률 평가사를 고용하는 것이 그러했다.

#### 성직자 몫

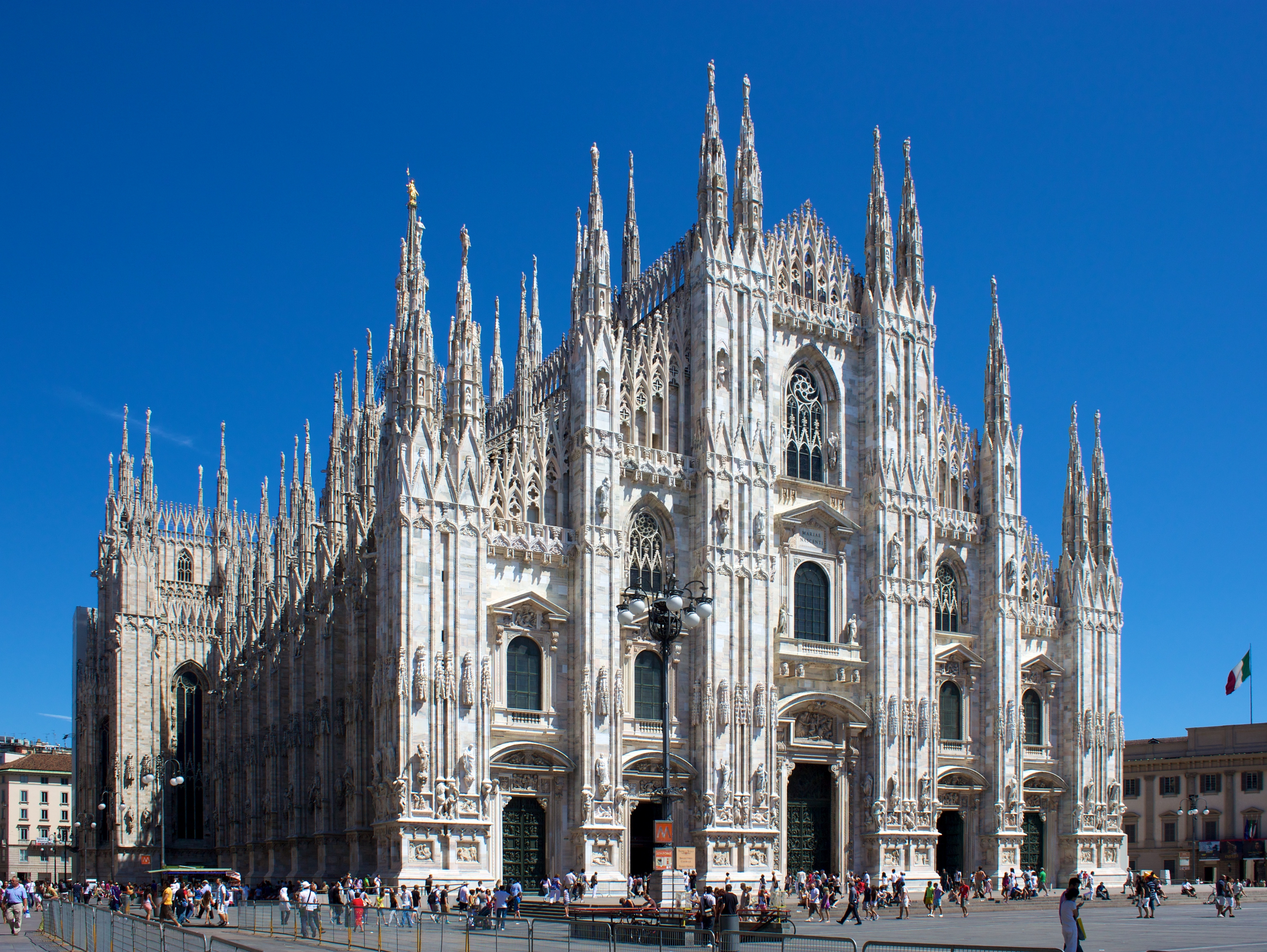
밀라노 대성당은 고딕 건축 양식의 이탈리아 대성당이다.

대성당에 소속된 모든 서품된 성직자들은 일반 기금에서 봉급을 받았다. 이는 대성당 자체에서 직접 일하는 성직자들과 주교가 도시에 설립한 교회에 소속된 성직자들, 즉 카노니쿠스(canonici)에게 모두 적용되었다. 4세기 말부터 교회의 선교가 농촌 지역으로 더 확장됨에 따라, 더 먼 마을에 '세례당 교회'가 설립되어 농촌 주민들이 현지에서 주교의 세례를 받을 수 있게 되었다. 이 교회들의 성직자들도 카노니쿠스로 간주되어 정기적인 봉급을 받았다.

#### 건축 몫
풍부한 기부자 비문은 대부분의 새로운 교회 건축 프로그램, 모자이크, 지붕, 가구가 개인 기부금으로 재정 지원되었음을 보여준다. 그러나 유지 보수 및 조명 비용은 일반 기금에서 부담했다. 이는 주교의 성직자들이 직접 봉사하는 교회들, 즉 티툴리(tituli)에도 적용되었으며, 일반적으로 교회의 평화 이전 시대에 살아남은 가옥 교회와 농촌 세례당 교회도 포함되었다. 그러나 농촌 지주들이 소작인들의 편의를 위해 세운 예배당, 즉 파로키아(parochiae)에는 적용되지 않았다. 주교는 시민적 지위에 따라 일반적인 이익을 위한 공공 사업, 즉 수도교, 다리, 수로 등에 기여할 것으로 기대되었다.

#### 자선 몫
모든 도시에서 주교들은 과부, 고아, 가난한 사람들을 돕는 데 상당한 금액을 바쳤다. 이러한 기부금은 초기 세기에 교회의 강력한 특징이었지만, 그 당시에는 특히 가난한 기독교인에게만 지시되는 경향이 있었다. 이제 자선 활동의 범위는 보편화되었다. 주교들은 특히 현지인들이 포로로 잡혔을 때 몸값 자금을 모으는 책임을 맡을 것으로 기대되었다. 또한, 각 교구는 크세노도키움, 즉 노숙자와 낯선 사람들을 위한 호스텔을 지원할 것으로 예상되었다.

### 인원

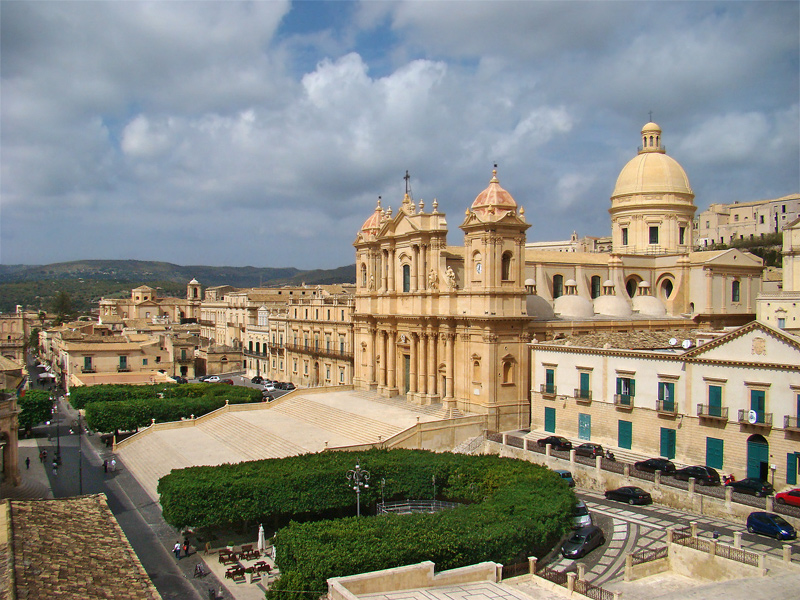
이탈리아 시칠리아 노토의 노토 대성당.

교회의 평화로 주교의 지위가 변화했듯이, 남성 성직자들의 지위도 변화했다. 주교가 이제 에피스코피움에 거주하게 되면서 다른 남성 성직자들은 그의 공식적인 가족으로 인정받게 되었고, 그 표시로 남성 성직자들은 이제 머리를 깎는 삭발례를 받았다. 이는 원래 로마의 입양 표식이었다. 초기 교회는 주교, 장로(사제), 부제의 직분을 인정했지만, 그 이후로 다양한 하위 성직이 추가로 생겨났고, 모두 삭발례를 받았다. 이 직분들은 이제 종종 군대의 계급과 동등한 성직 '계급'으로 이해되는 경향이 있었으며, 따라서 남성 성직자들은 이제 종종 "성직자 군대"라고 불린다. 그리고 로마 군대나 공무원처럼, 승진은 쿠르수스 호노룸의 원칙을 따를 것으로 예상되었는데, 이는 각 계급에서 최소한의 기간을 봉사해야 한다는 이상적인 기대를 가지고 계급을 올라가는 것이었다. 처녀, 과부, (여성) 부제의 여성 직분은 명시적으로 주교의 가족 밖에 남아 있었고, 따라서 그들은 삭발례를 받지 않았고 쿠르수스 호노룸을 통해 승진하지도 않았다. 그러나 대성당 성직자의 모든 직분, 남성 및 여성 모두, 그 수가 급격히 증가했다. 540년경 유스티니아누스 1세는 아야 소피아의 성직자 급여를 사제 60명, 남성 부제 100명, 차부제 90명, 독서자 110명, 가수 25명, 문지기 100명, 여성 부제 40명으로 엄격히 제한하도록 명령했다. 총 525명이었다.

#### 주교
주교들은 지역 교회의 수장이었지만, 임명은 지역 성직자와 사람들의 선거로 이루어졌기 때문에 명시적으로 쿠르수스 호노룸 내에 있지 않았다. 성직자들은 대성당 사제 계층 내에서 주교를 임명하는 것을 선호하는 경향이 있었지만, 지역 평신도의 선택은 종종 외부인, 즉 뛰어난 성자, 은둔자 또는 금욕주의자, 또는 궁정에서 영향력 있는 연락처를 활용할 수 있는 고위 공무원이나 외교관에게 기울어지는 경향이 있었다. 그러나 대부분의 주교는 쿠리알 계층 출신이었다. 즉, 데쿠리온의 세습 계급을 가지고 시의회에서 봉사할 의무를 가진 사람들이었는데, 이 계층 이상의 사람들만이 그리스어와 라틴어 문법에 대한 완전한 수사학 교육을 받았을 가능성이 높았고, 이 교육 없이는 후기 고대 구어체 지식만으로 자란 소년이 승인된 고전 언어 형태로 자신을 표현하는 것이 불가능했기 때문이다.

#### 사제와 수석 사제

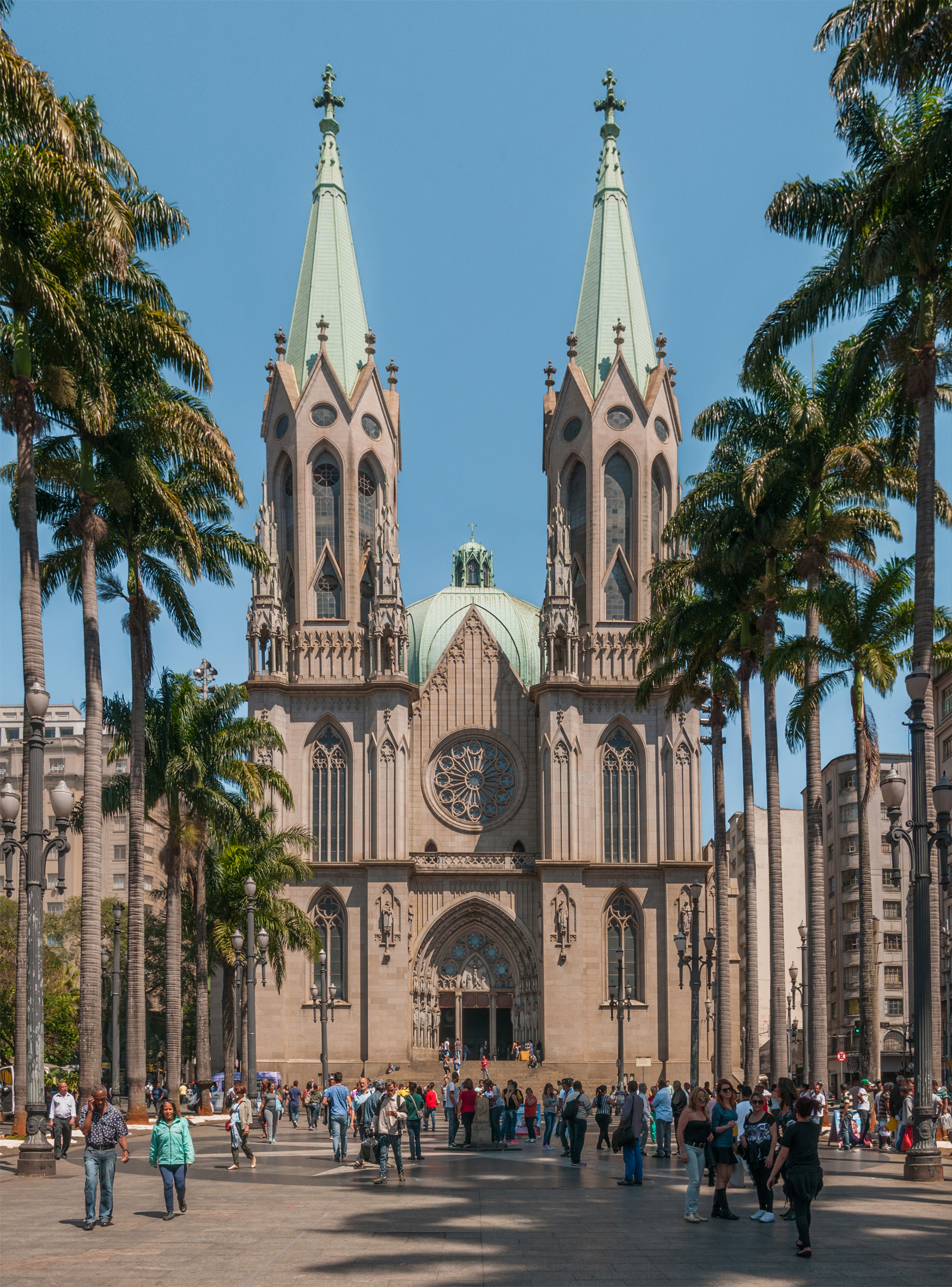
브라질의 상파울루 대성당은 고딕 복고양식으로 지어진 대표적인 현대 대성당이다.

성찬과 세례 모두에서 통상적인 주재자는 주교로, 대성당과 본당 교회에서 번갈아 가며 예식을 거행할 것으로 예상되었다. 그러나 실제로는 주교가 성찬과 매일 기도인 성무일도를 위한 대리인을 필요로 했으며, 이 임무는 사제들에게 주어졌다. 주교는 수석 사제를 선발하여 모든 의례적 문제에서 공식 대리인 역할을 하고 가족의 수장 역할을 하도록 했다. 수석 사제는 또한 대성당 학교를 책임졌다. 5세기 이후 서방(이탈리아 일부 지역 제외)에서는 국가의 지원을 받는 세속 수사학 및 문법 교사가 더 이상 없었으므로 교회는 자체적으로 교육해야 했다.

#### 부제, 차부제, 수석 부제
사제들이 의례 문제에서 주교를 대리했듯이, 부제들은 행정 및 재정 문제, 특히 자선금을 모으고 전달하는 일에서 대리 역할을 했다. 부제들의 수장은 수석 부제였는데, 그는 관리 업무에서 주교의 주요 대리인이었다. 원래 수석 사제보다 낮은 직위였던 수석 부제는 6세기에는 명확한 우위를 확립했다. 차부제는 부제들을 도왔지만, 그들과 달리 서품 후 결혼할 수 있었다. 결과적으로 많은 성직자들이 이 지점에서 쿠르수스 호노룸을 멈추었고, 차부제가 주교로 선출되는 것은 드문 일이 아니었으며, 심지어 교황으로 선출되기도 했다.

#### 문지기, 구마사, 독서자, 시종, 그리고 선창자
실제로 이 세 직위는 함께 주어지는 경향이 있었고, 보통 7세 정도의 어린 소년들에게 적용되었다. 이 소년 독서자들은 문법 학교에 다니기에는 너무 어렸지만, 합창단원으로서 귀하게 여겨졌고, 그래서 Schola Cantorum 또는 성가대 학교에 포함되었다. 원래 부제들의 책임 아래 있었던 합창단 조직은 교황 그레고리오 1세에 의해 개혁되었는데, 그는 이 목적으로 수석 성가대 지휘자 직을 도입했다. 이것은 중요한 개혁으로 판명되었다. 포괄적인 악보 시스템이 없었기 때문에, 성가를 유지하고 전달할 수 있는 유일한 방법은 대성당 예배를 수행하는 전문적으로 훈련된 합창단을 통해서였고, 이러한 기술은 고위 성직자들에게서 반드시 발견되는 것은 아니었다.

#### 여성 서품: 처녀, 과부, 여부제
이러한 직분들은 이전 세기에는 상당히 중요했지만, 4세기 이후 대성당에서는 점차 소외되는 경향이 있었다. 성인 세례가 정기적으로 이루어지는 한, 여성 부제는 해당 봉사에 계속 필요했지만, 그 외에는 이러한 직분을 유지하는 주요 요인은 주교, 사제, 부제에게 적용되는 독신 서약의 연쇄적인 효과였다. 남성이 서품을 받고 주교의 다른 가족 구성원들과 함께 에피스코피움으로 이사할 때, 보통 그들의 어머니, 아내, 딸에 대한 지원도 필요하게 되었고, 과부와 처녀 직분은 주로 이러한 목적을 위해 계속되었다.

### 기능

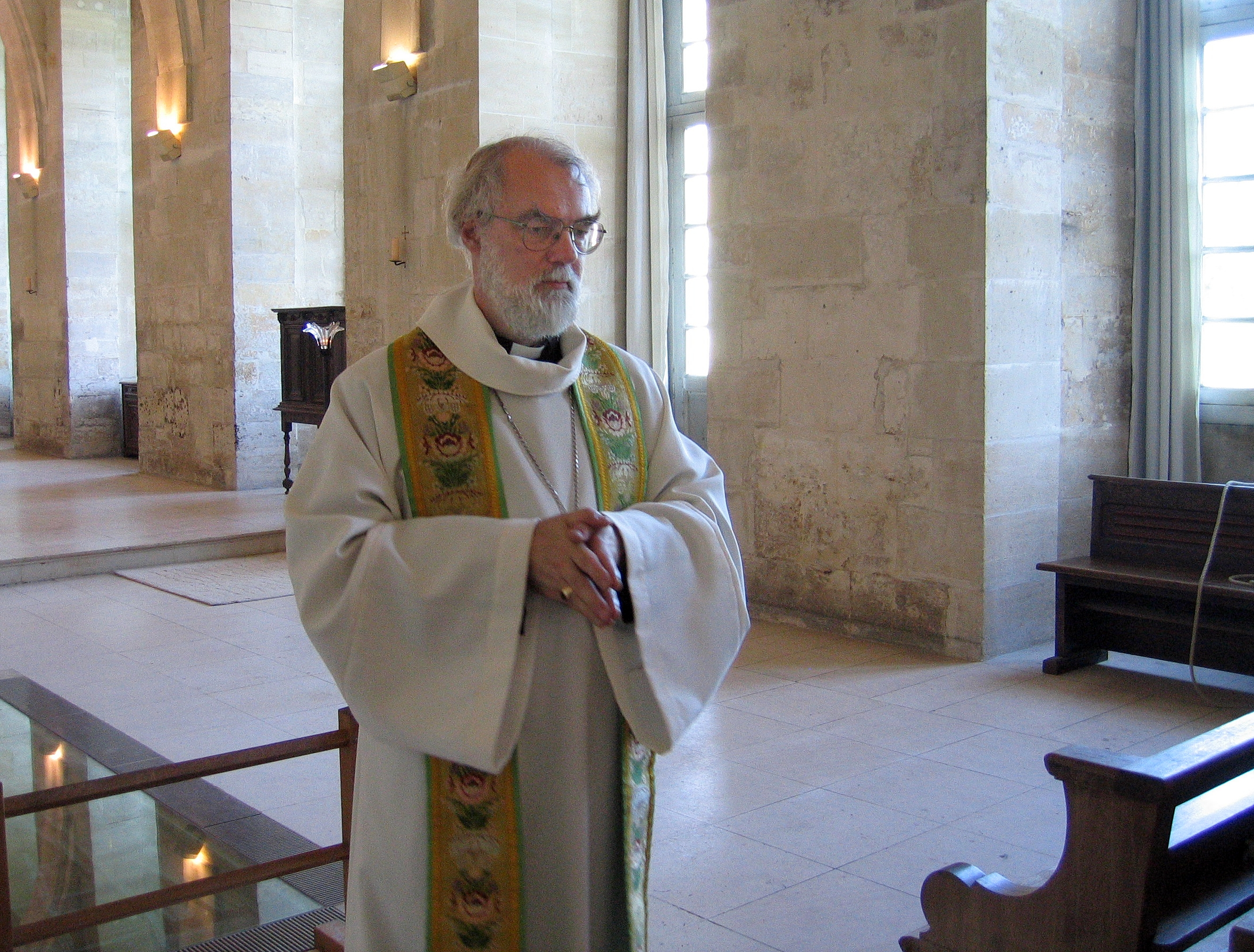
전 캔터베리 대주교, 로완 윌리암스.

기관 구조와 광범위한 역사적 맥락에서 시간의 흐름에 따른 큰 차이에도 불구하고, 최초의 대성당을 위해 확립된 핵심 기능들은 수세기 동안 대성당의 특징적인 기능으로 남아있는 경향이 있다. 즉, 정기적인 합창 기도, 시민 리더십을 위한 포럼 제공, 고등 학습에 대한 헌신, 그리고 음악의 홍보 및 전파이다.

## 서기 800년 이후의 대성당 교회

### 성직자 규칙

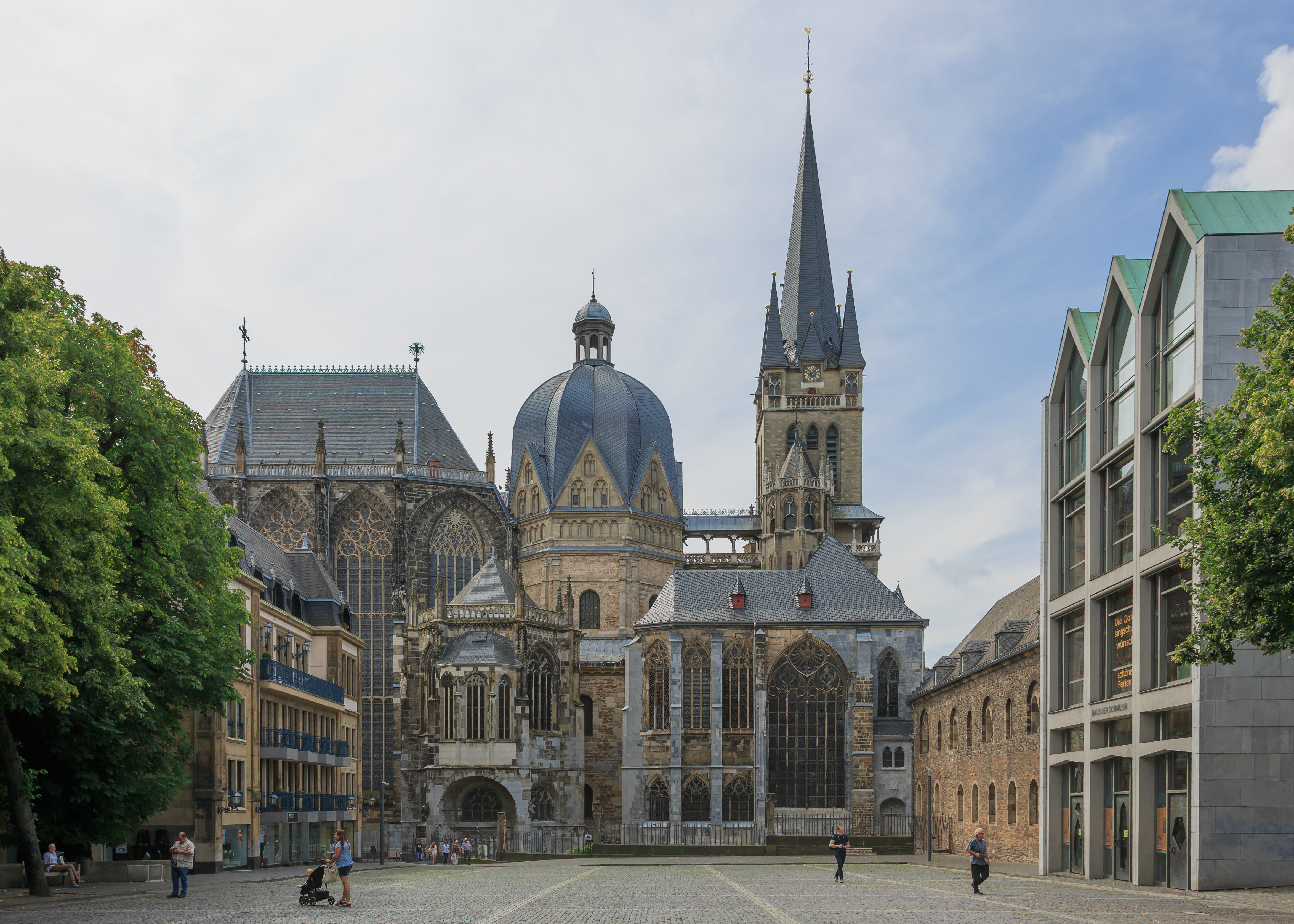
카롤루스 대제가 800년에 세운 독일 아헨 대성당, 신성 로마 황제의 대관식 장소.

#### 초기 중세: 종교 공동체
대성당 교회에 소속된 성직자 단체의 역사는 불분명하며, 각 경우마다 지역적 상황이 그 발전에 영향을 미쳤지만, 주요 특징은 대체로 모든 곳에 공통적이었다.
원래 주교와 대성당 성직자들은 일종의 종교 공동체를 형성했는데, 이는 진정한 의미의 수도원은 아니었지만, 나중에 얻게 된 제한된 의미를 가지기 전에는 종종 모나스테리움(monasterium)이라고 불렸다. 이것이 요크 민스터와 링컨 대성당과 같이 수도사가 전혀 소속되지 않았던 교회들이 민스터(minster) 또는 수도원(monastery)이라는 이름을 물려받은 명백한 변칙의 이유이다. 이 초기 공동체에서는 성직자들이 종종 자신의 거처에서 따로 살았고, 결혼한 경우도 적지 않았다.
8세기에 메츠의 크로데강 주교 (743-766)는 대성당 교회의 성직자들을 위한 규칙 코드를 편찬했는데, 이는 독일과 대륙의 다른 지역에서는 널리 받아들여졌지만, 잉글랜드에서는 거의 받아들여지지 않았다.
크로데강의 규칙에 따르면, 대성당 성직자들은 공동의 지붕 아래 살며, 공동의 기숙사를 사용하고, 특별 관리자의 권한에 복종해야 했다. 크로데강의 규칙은 사실상 베네딕토회 규칙의 수정판이었다. 로렌 출신인 기사(Gisa)는 1061년부터 1088년까지 웰스의 주교였는데, 이 규칙을 잉글랜드에 도입하여 그의 대성당 교회 성직자들에게 준수를 강요했지만, 그곳이나 잉글랜드의 다른 곳에서는 오래도록 따르지 않았다.

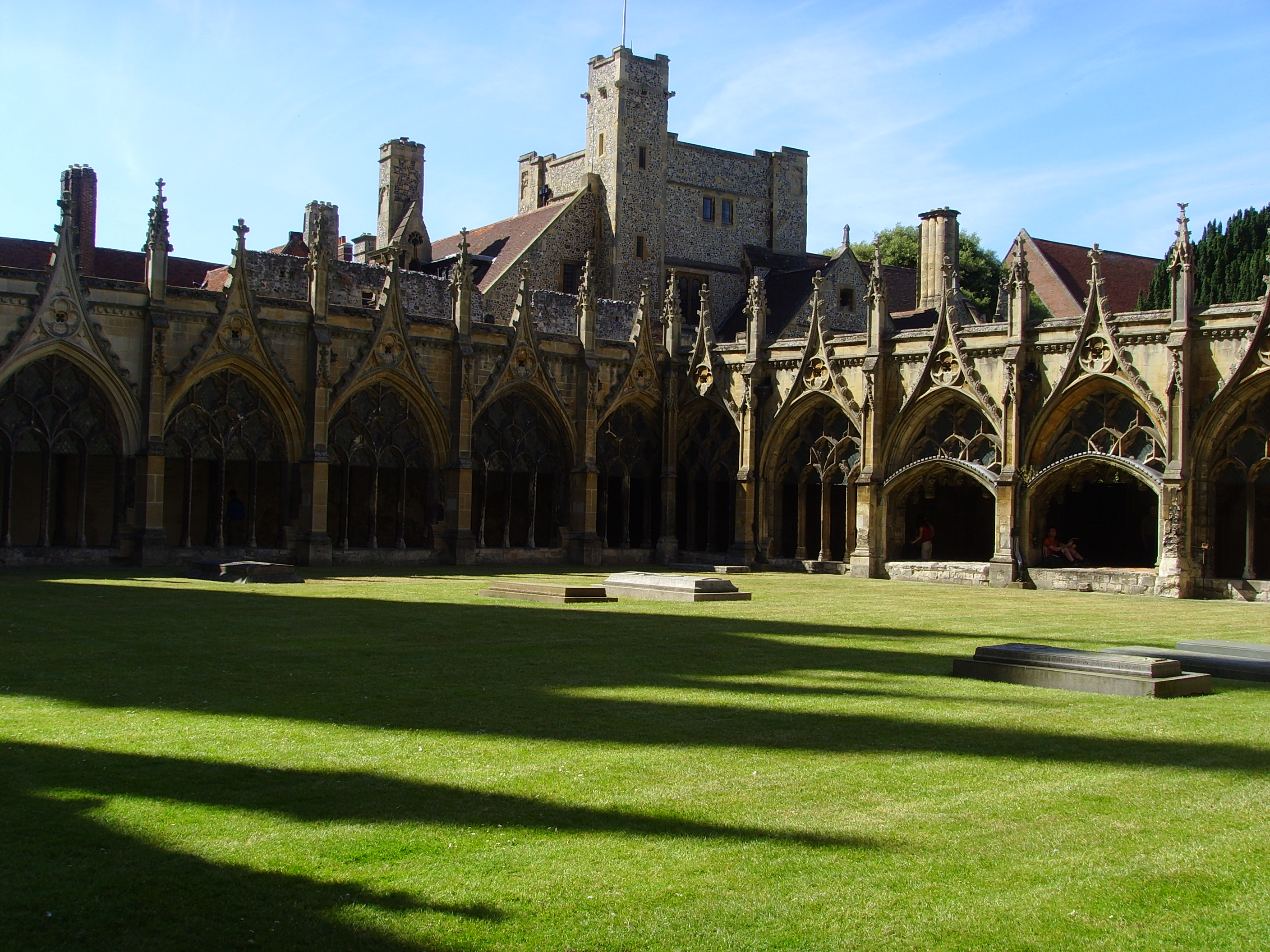
캔터베리 대성당의 회랑과 그 너머의 수도원 건물

#### 후기 중세: 수도원 대성당과 세속 대성당
10세기와 11세기에 대성당 성직자들은 더욱 명확하게 조직되었고 두 계층으로 나뉘었다. 하나는 특정 수도회, 종종 베네딕토회 수도승의 수도원 시설이었고, 다른 하나는 서품 외에는 서약에 구속되지 않고 법규 또는 교회법에 의해 통치되는 성직자 대학이었다. 따라서 "정식 사제"라는 이름이 생겨났다. 이런 식으로 수도원 대성당과 세속 대성당 교회의 구분이 생겼다. 영국 외에서는 수도원 대성당이 시칠리아의 몬레알레와 아일랜드섬의 다운패트릭에만 존재한다.
수도원 대성당 교회의 경우, 내부 통치는 수도원 회의가 속한 종교 질서에 따랐고 모든 구성원은 영구 거주를 유지했다.
이것의 대안은 세속 장에 의해 통치되는 대성당이었다. 장, 학장, 성가대장, 재무 등 명예직은 교회의 규제와 질서 유지 및 예배를 위해 생겨났으며, 상주 대신 비상주가 규칙이 되었고, 이로 인해 그들의 의무는 교회의 예배를 대행하는 "교구 대리인"들에 의해 수행되었다.

### 종교 개혁

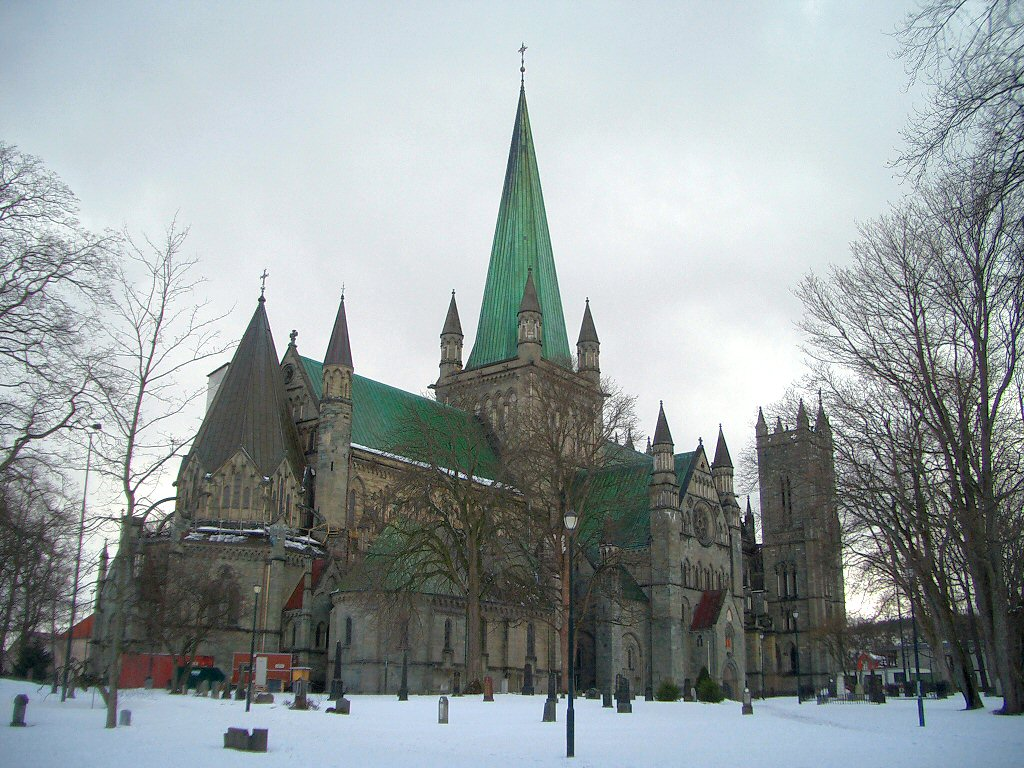
니다로스 대성당, 노르웨이. 종교 개혁 때 루터교회가 되었다.

종교 개혁 이전에 서유럽의 모든 대성당은 로마 가톨릭교회에 속해 있었다. 잉글랜드에서는 수도원과 대성당 체제의 많은 부분이 잉글랜드의 종교 개혁 동안 재구성되었다. 대성당은 이제 독립적이고 설립된 잉글랜드 국교회에 의해 유지되었지만, 수도원 대성당 참사회는 헨리 8세에 의해 해산되었고, 바스와 코번트리를 제외하고는 그에 의해 학장을 수장으로 하고 다른 성직자들을 하급 정식 사제로 하는 참사회로 재건되었다.
독일과 유럽의 다른 지역에서는 루터교회의 확산과 함께 노르웨이의 니다로스 대성당이나 독일의 뤼베크 대성당과 같은 일부 고대 교회들이 영국처럼 개신교 주교좌가 되었다. 지역 행정 기능을 하는 많은 새로운 교회들이 대성당으로 지어졌다. 그러나 주교좌 역할을 하는 모든 교회가 "대성당"으로 알려진 것은 아니며, 지역 전통에 따라 명칭이 다르다. 예를 들어 덴마크 올보르의 루터교 대성당인 부돌피 교회처럼 단순히 "교회"로 지정되기도 한다.

### 역할

#### 책임자

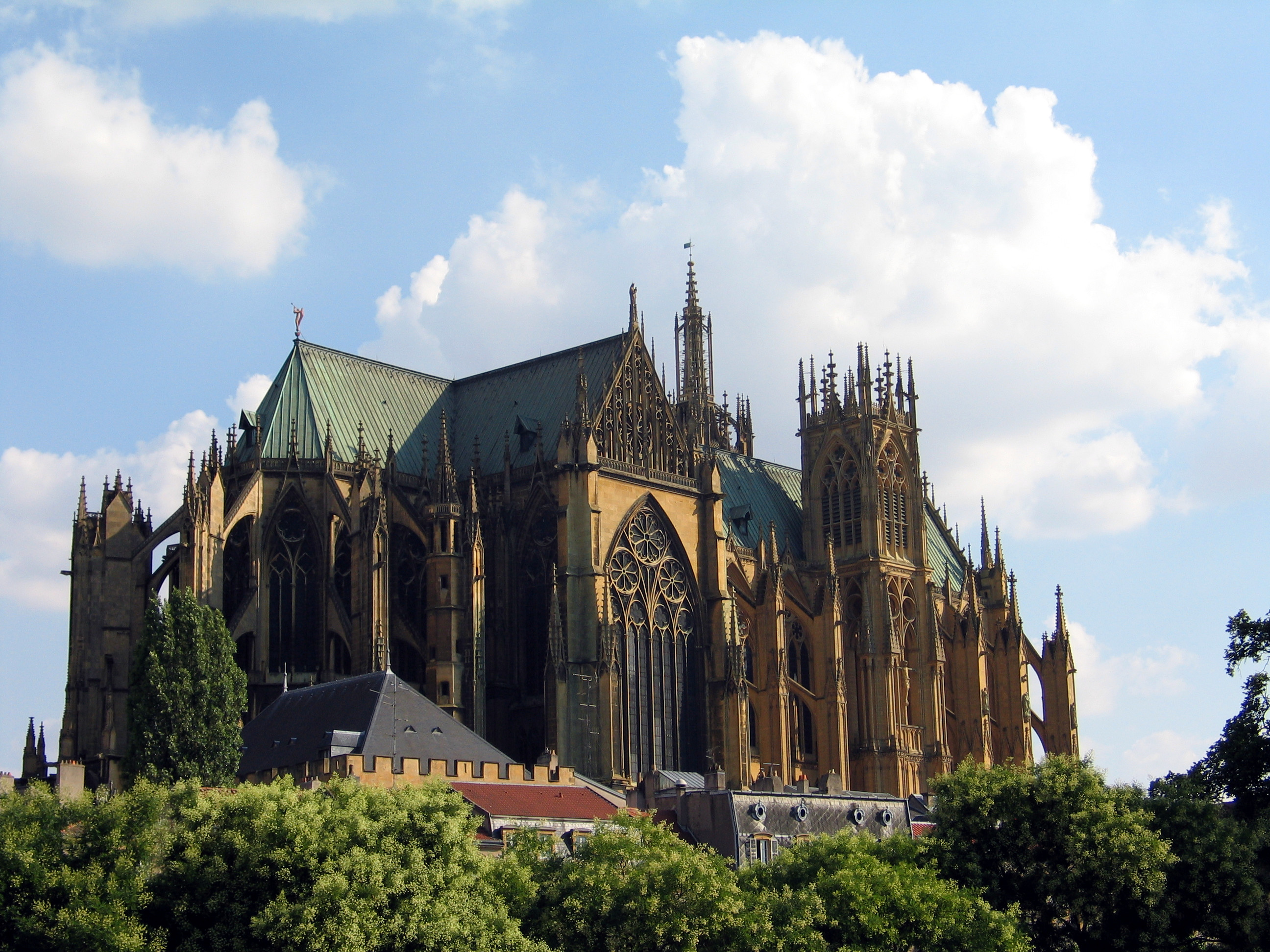
메츠 대성당, 프랑스는 책임자에 의해 통치되었다.

대부분의 유럽에서 세속 교회의 가장 초기 수장은 프레포시투스(praepositus, probst 등)라고 불리는 관리자였던 것으로 보이며, 그는 교회의 내부 규율과 참사회 구성원들의 감독 및 예배 통제를 담당했을 뿐만 아니라 교회의 토지와 재산의 관리인 또는 집사 역할도 겸했다. 후자의 업무가 종종 그의 주의를 주로 차지하여 국내 및 교회적 의무를 소홀히 하게 되었고, 관리자가 세속적인 일에 너무 많이 얽매여 영적인 의무에 너무 자주 결석한다는 불평이 곧 제기되었다.
이로 인해 많은 경우 "딘"이라고 불리는 새로운 직위가 도입되었는데, 이 딘은 관리자의 의무 중 교회의 내부 규율과 참사회 및 예배와 관련된 부분을 담당했다.
일부 경우에는 관리자 직책이 폐지되었지만, 다른 경우에는 계속 유지되었다. 관리자는 때때로 부제도 겸했으며, 참사회의 수장으로 남아 있었다. 이러한 arrangements는 독일에서 가장 흔하게 따랐다. 잉글랜드에서는 관리자가 거의 알려지지 않았다. 기사 주교는 웰스 대성당 참사회의 수장으로 관리자를 도입했지만, 이 직책은 나중에 다른 명예직에 종속되었고, 관리자는 단순히 특정 성직자 수입 토지의 관리인이 되었다. 베벌리 민스터의 참사회 교회의 관리자는 잉글랜드에서 그러한 직책의 가장 주목할 만한 사례였지만, 베벌리에서는 그는 교회 행정에서 권한을 가진 외부 관리자였고, 성가대석에 자리가 없었으며, 참사회에서 투표권도 없었다.
독일과 스칸디나비아, 그리고 프랑스 남부의 몇몇 대성당 교회에서는 책임자가 대성당 참사회의 일반적인 수장이었지만, 다른 곳에서는 그 직책이 흔하지 않았다. 프랑스의 경우, 프랑스 혁명 당시 존재했던 136개 대성당 교회 중 38개만이, 그것도 독일 국경 지역이나 최남단에 있는 교회만이 책임자를 참사회의 수장으로 두었다. 다른 곳에서는 책임자가 하급 관리자로 존재했다. 오턴 대성당에는 두 명의 책임자가 있었고, 리옹 대성당과 샤르트르 대성당에는 각각 네 명의 책임자가 있었는데, 모두 하급 관리자였다.

### 세속 참사회

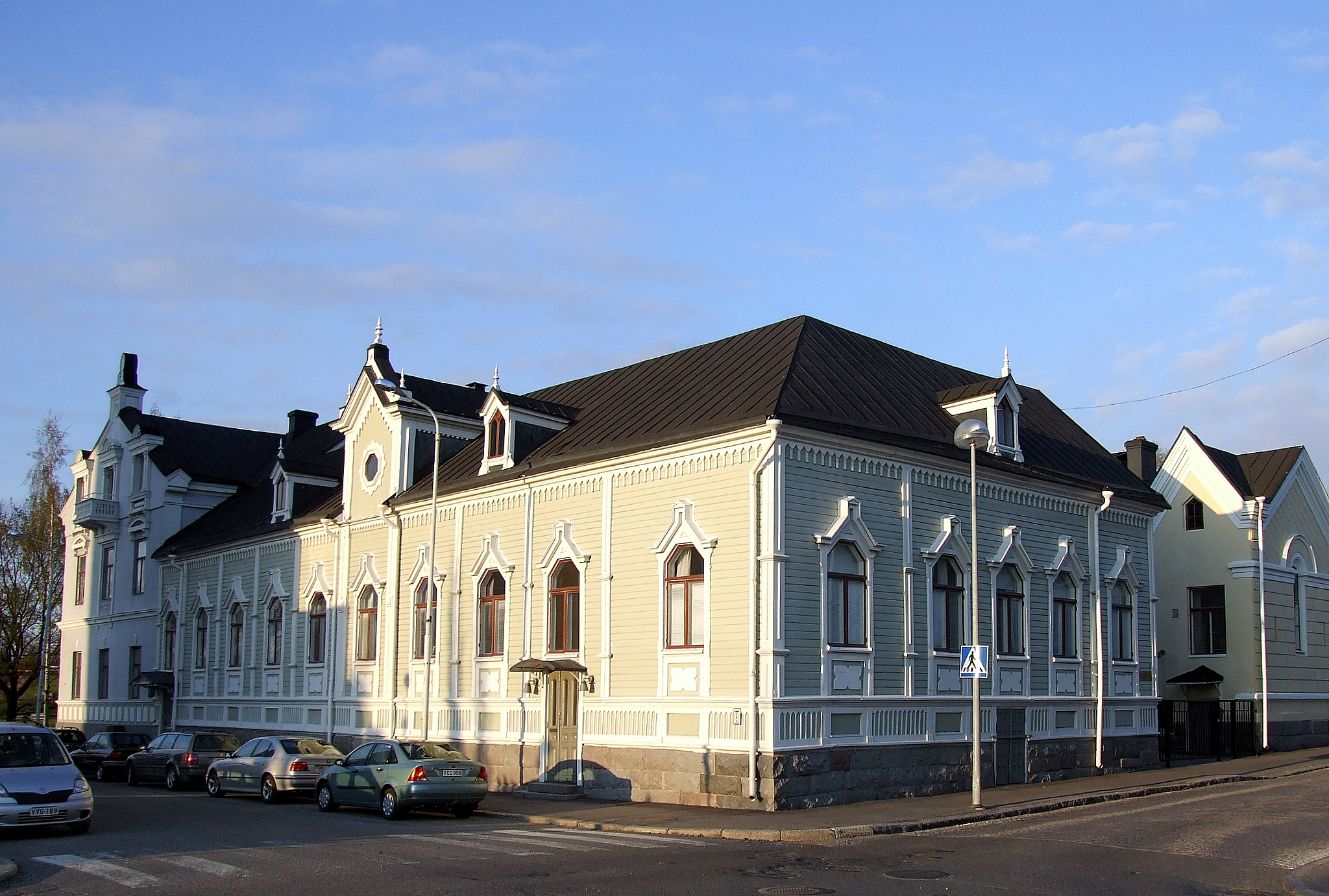
오울루 대성당의 참사회 회의실, 핀란드

세속 대성당 교회의 참사회는 일반적으로 정식 사제 외에 네 명의 고위직 (더 많을 수도 있음)으로 구성되었다. 이들은 학장, 성가대장, 재무관, 그리고 재무관이다. 이 네 명의 고위직은 성가대석의 네 모퉁이 좌석을 차지하며, 많은 법규에서 교회의 quatuor majores personae로 불린다.

#### 학장
학장(decanus에서 유래)의 역할은 베네딕토회 "학장"이 열 명의 수도사를 책임졌던 데서 유래한 것으로 보인다. 학장의 역할은 교회의 내부 관리와 참사회에서 장로의 자리를 대신하기 위해 생겨났다. 잉글랜드에서는 모든 세속 대성당 교회가 학장의 수장을 두었으며, 학장은 원래 참사회에서 선출되고 주교에 의해 임명되었다. 학장은 참사회의 의장이며, 대성당 내에서 예배 거행을 담당하고, 주요 축제일에는 법규에 따라 지정된 부분을 수행한다. 학장은 성가대석의 주요 좌석에 앉으며, 이는 보통 남쪽 측면의 서쪽 끝에 있다.

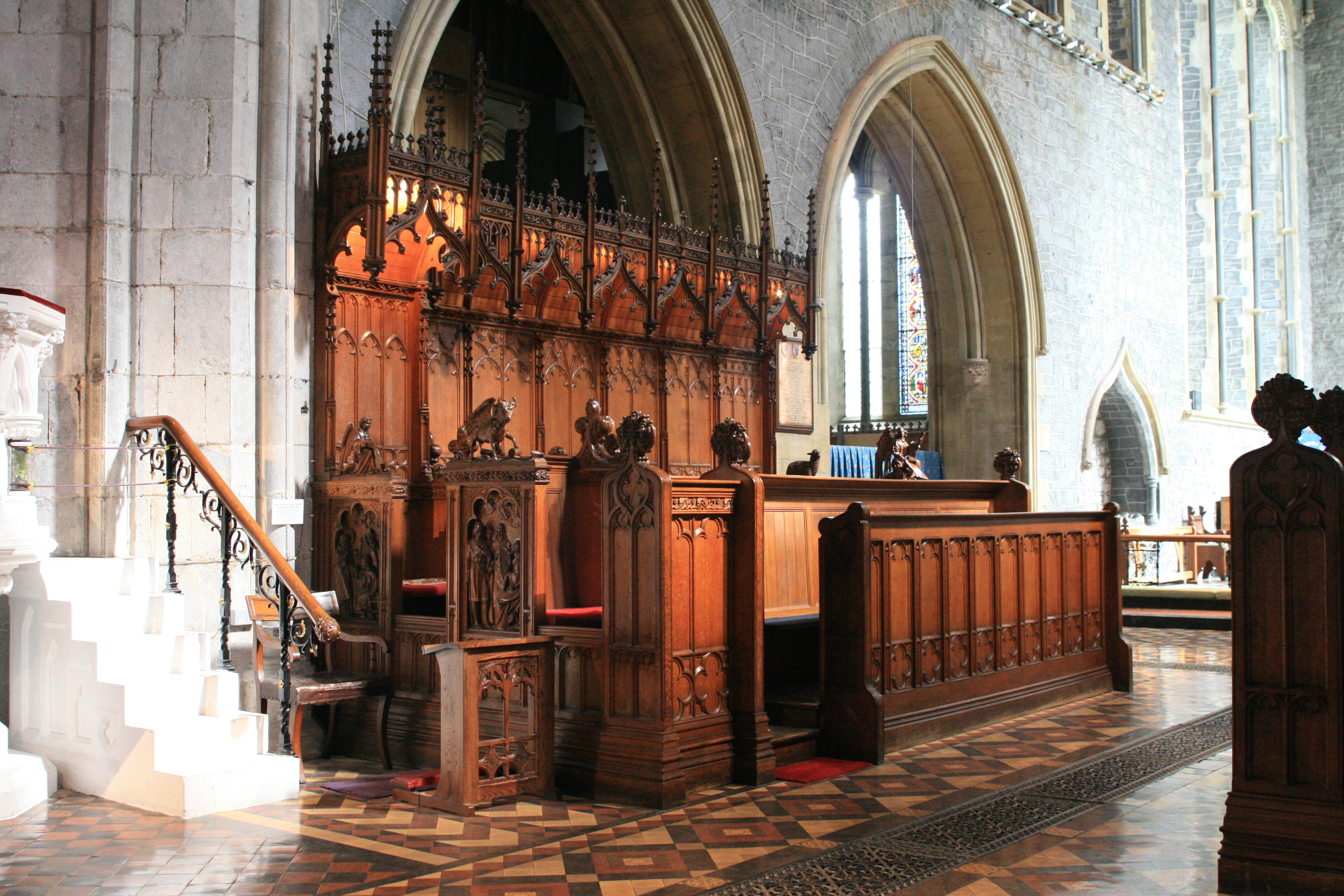
아일랜드 킬케니의 세인트 캐니스 대성당 좌석. 주교좌와 성가대장 좌석을 보여준다.

#### 성가대장
학장 다음으로 (일반적으로) 성가대장(primicerius, cantor 등)이 있는데, 그의 특별한 의무는 예배의 음악 부분을 조절하는 것이다. 성가대장은 학장 부재 시 주재하며, 북쪽 측면에 해당하는 자리에 앉지만, 예외도 있다. 예를 들어 세인트 폴 대성당에서는 대성당 도시의 부제가 서열 2위이며, 보통 성가대장의 자리에 앉는다.

#### 재무관
세 번째 고위직은 재무관(scholasticus, écoldtre, capiscol, magistral 등)으로, 교구의 재무관과 혼동해서는 안 된다. 대성당 교회의 재무관은 학교 감독을 담당하며, 신학 강의를 읽고, 성가대에서 독서를 감독하며, 엉성한 독서자들을 교정해야 한다. 재무관은 종종 참사회의 서기이자 사서이기도 하다. 학장과 성가대장이 부재할 경우, 재무관이 참사회의 회장이 되며, 대성당 내에서는 일반적으로 학장 측 성가대석의 가장 동쪽에 있는 자리에 배정된다.
네 번째 고위직은 회계원(custo, sacrisla, cheficier)으로, 교회의 건축물과 모든 가구 및 장식물의 관리자이며, 성찬을 위한 빵과 포도주, 촛불과 향을 제공하는 것이 그의 임무였다. 회계원은 또한 종을 울리는 것과 같은 사항도 조절했다. 회계원의 좌석은 재무관의 좌석 맞은편에 있다.

#### 기타 성직자

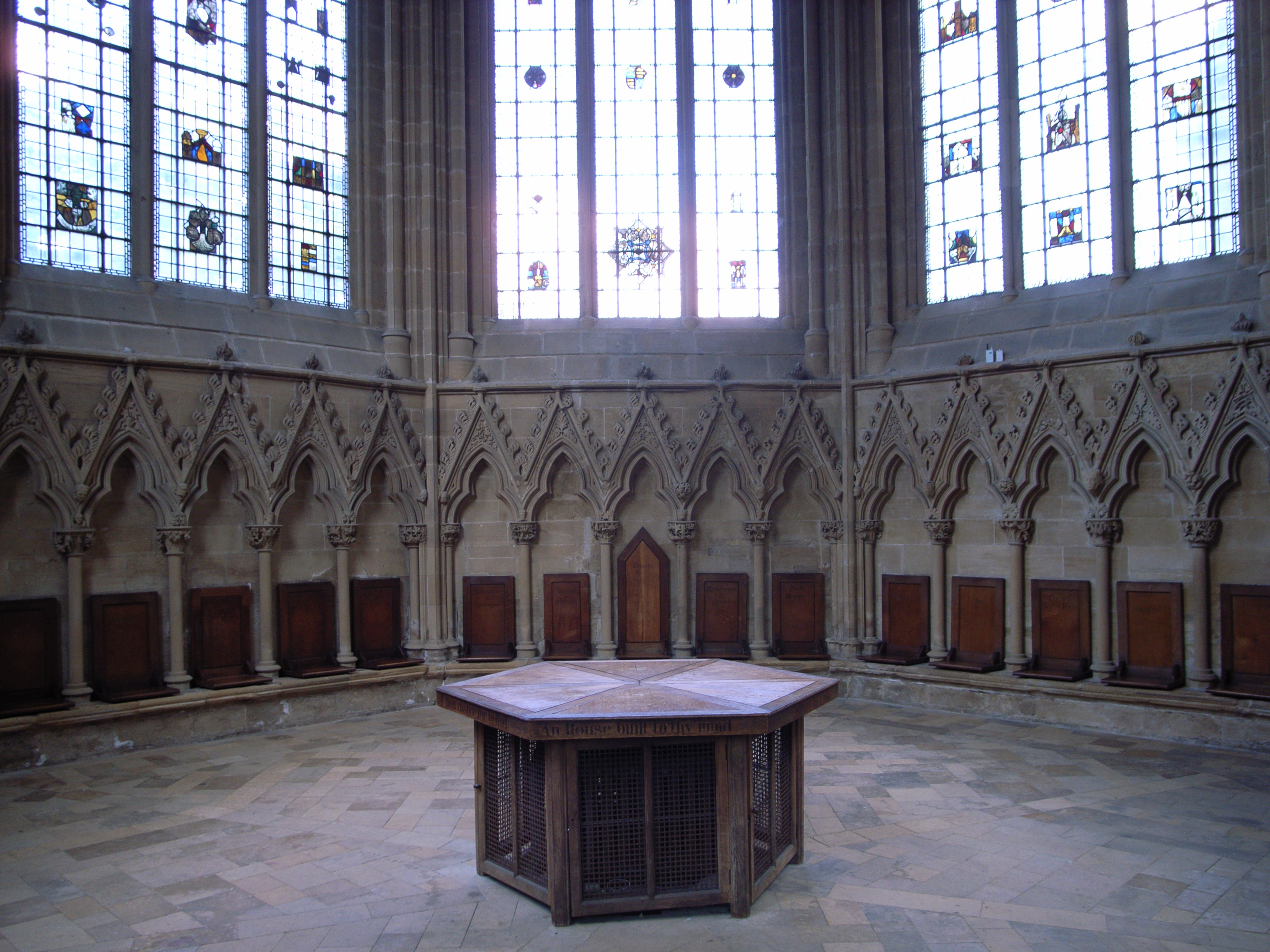
잉글랜드 사우스웰 대성당의 참사회 회의실 내부.

많은 대성당 교회에는 선임 사제, 부학장, 부총장, 보좌 사제 등 추가적인 고위 성직자들이 있는데, 이들의 역할은 다른 고위 성직자들의 부재를 보충하기 위해 생겨났다. 비상주는 세속 교회의 치명적인 오점이었으며, 이 점에서 모든 구성원이 계속 상주하는 수도원 교회와는 매우 대조적이었다. 고위 성직자 외에도 일반 정식 사제들이 있었는데, 각 정식 사제는 일반적으로 교회의 공동 기금에서 자신의 몫을 받는 것 외에도 별도의 사전이나 기부금을 소유했다.
대부분의 경우 정식 사제들도 신속하게 비상주자가 되었으며, 이로 인해 상주 정식 사제와 비상주 정식 사제의 구별이 생겨났다. 결국 대부분의 교회에서는 상주 정식 사제의 수가 명확하게 제한되었고, 공동 기금에서 더 이상 몫을 받지 않는 비상주 정식 사제들은 일반적으로 단지 성직자로만 알려지게 되었지만, 비상주로 인해 그들은 정식 사제로서의 지위를 잃지 않았고, 다른 사람들과 마찬가지로 참사회에서 투표권을 유지했다.
이러한 비상주 제도는 또한 성가대 보조 사제의 제도화를 이끌었다. 각 정식 사제는 자신의 보조 사제를 두었는데, 이들은 정식 사제 부재 시 그들의 좌석에 앉았고, 정식 사제가 있을 때는 바로 아래 두 번째 자리에 앉았다. 보조 사제들은 참사회에서 어떤 자리나 투표권도 없었으며, 범죄를 제외하고는 해고될 수 없었지만, 그들이 차지하는 정식 사제의 좌석을 대신하고 그들의 의무를 수행하는 부재 정식 사제의 종이었다. 영국 밖에서는 종종 준성직자로 불렸다. 시간이 지남에 따라 보조 사제들도 종종 학장과 참사회의 감독 아래 일종의 작은 참사회 또는 대학으로 통합되었다.

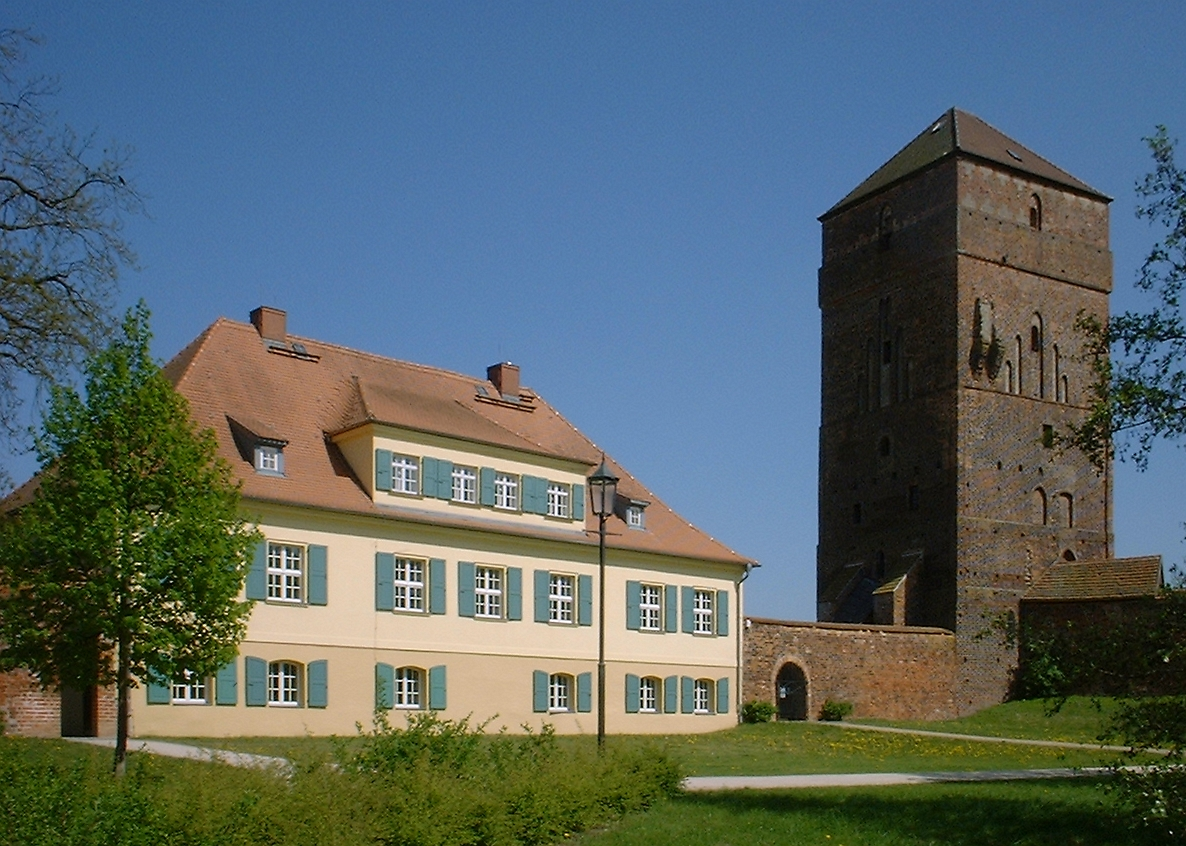
독일 비트슈토크에 있는 하벨베르크 주교 궁전.

#### 참사회와 주교의 관계
주교나 교구와의 관계에서 수도원 대성당 참사회와 세속 정식 사제 참사회 사이에는 구별이 없었다. 두 경우 모두 참사회는 주교의 조언 기관이었고, 주교는 모든 중요한 문제에 대해 참사회와 협의해야 했으며, 그렇게 하지 않으면 행동할 수 없었다. 따라서 주교의 사법적 결정은 강제력을 가지기 전에 참사회의 확인이 필요했다. 주교는 참사회의 동의 없이 예전서나 교회 또는 교구의 "사용"을 변경할 수 없었으며, 교구 재무관이나 총대리인 임명과 같은 일부 주교의 행위는 여전히 참사회의 확인이 필요하지만, 교구를 통치하는 주교의 회의로서의 참사회에 대한 오래된 이론은 유럽에서 과거의 것이 되었다.
법인으로서의 참사회는 교구가 공석일 때 교구를 담당한다. 그러나 잉글랜드에서는 (살리스베리와 더럼 제외) 이 관습이 결코 유지되지 않았는데, 두 대주교가 예로부터 각 관구의 공석인 교구를 담당했기 때문이다. 그러나 캔터베리나 요크의 주교좌가 공석일 때는 해당 교회의 참사회가 교구뿐만 아니라 관구도 담당하며, 따라서 동시에 공석일 수 있는 관구 내의 모든 교구도 담당한다.

## 대성당의 기능

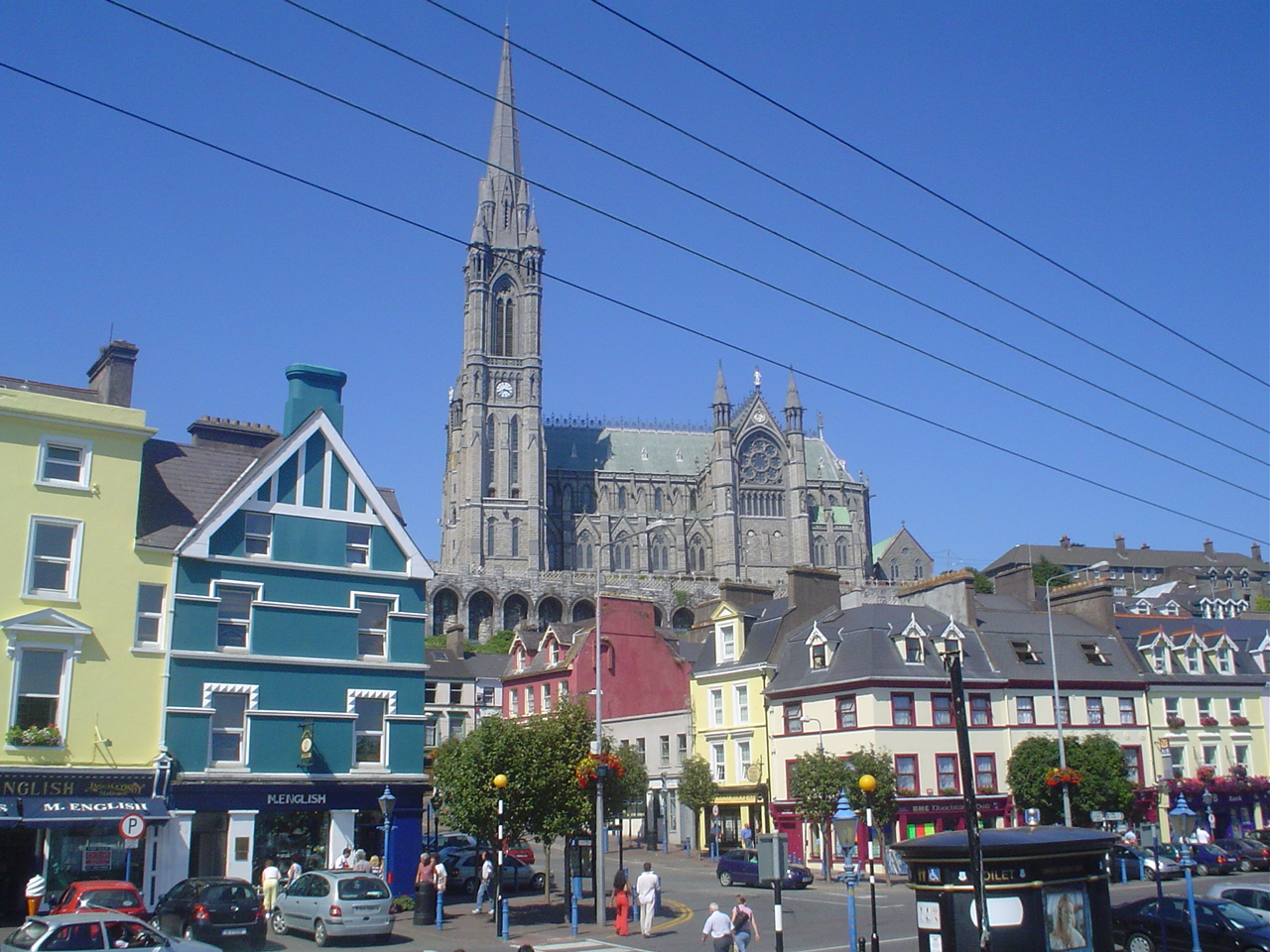
많은 대성당은 중요한 랜드마크이다. 아일랜드 코브 대성당은 마을 위로 솟아 있다.

대성당의 역할은 주로 교회의 계층적, 조직적 위치를 통해 공동체에서 하느님을 섬기는 것이다. 건물 자체는 물리적 존재로 하느님과 교회의 영광을 상징한다. 대성당, 주교, 고위 성직자들은 대부분 종교적인 성격을 띠지만, 도시와 지역의 시민 및 공동체 생활과 밀접하게 연관될 수도 있는 전통적인 기능을 가지고 있다.

### 건물의 상징적 기능
대성당은 종종 도시에서 가장 인상적인 건물이며, 가장 오래된 건물 중 하나이다. 대성당의 거대한 크기와 웅장함은 도시 자체에 비해 지나치게 클 수도 있다. 건물에 쓰인 돈과 재능은 하느님을 경배하는 것으로 여겨지며, 후원자들의 헌신과 지위를 보여줄 수도 있다.
대성당은 종종 동서로 지향되어 예배자들이 떠오르는 해를 바라보도록 하는데, 이는 부활하신 그리스도를 상징한다. 건물의 건축 형태는 십자가의 평면도를 가장 자주 가진다. 이 형태는 기능적이면서도 상징적이며, 그 상징성은 예수님이 십자가에 못 박히신 십자가를 의미한다. 이 형태는 건물 내에서 다른 활동이 이루어지거나 성직자, 성가대, 평신도와 같은 다른 사람들이 차지하는 구역으로 건물을 나눌 수 있기 때문에 전례적으로 기능적이다.

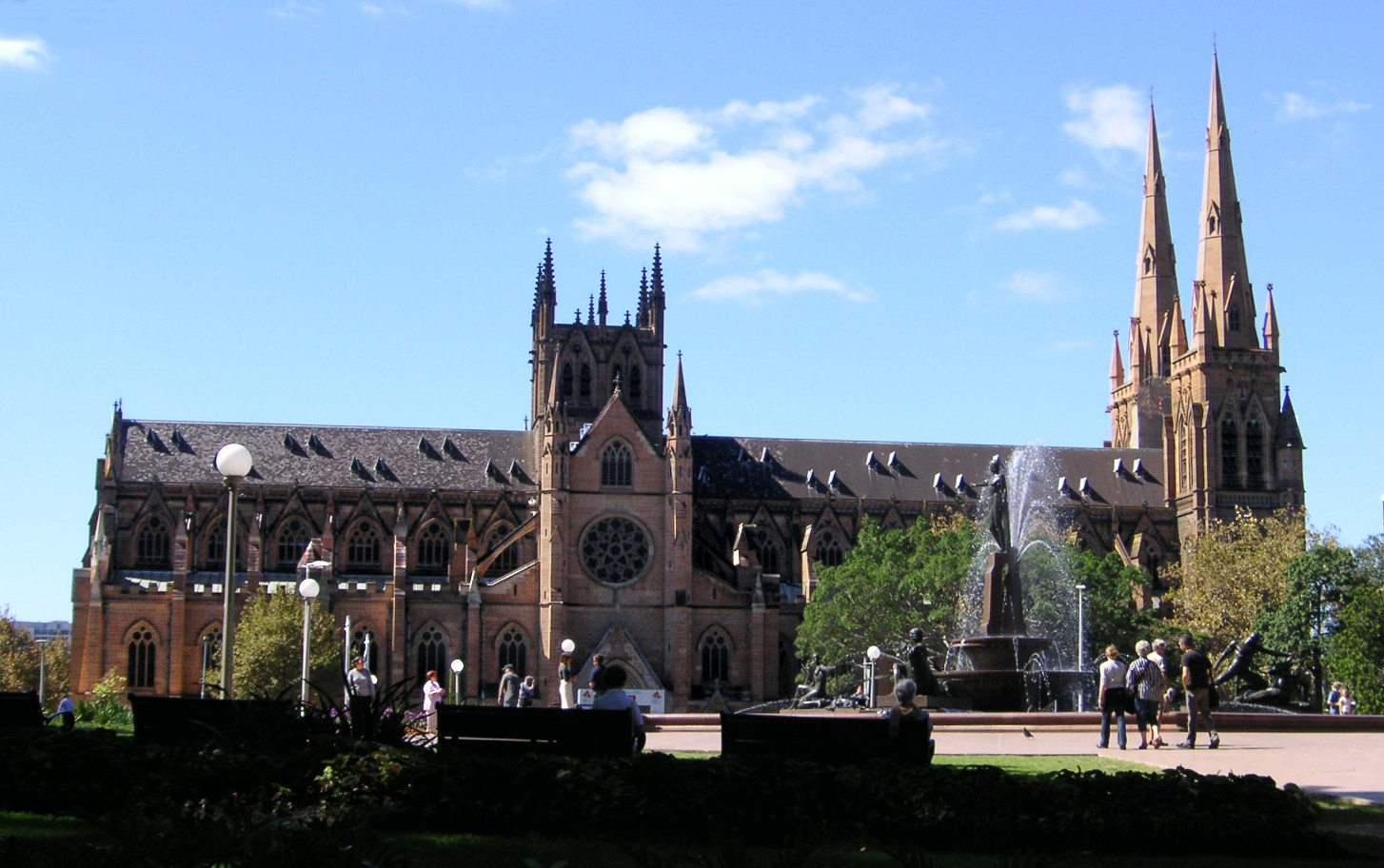
시드니의 세인트 메리 대성당은 전형적인 십자가형 평면도를 가지고 있다.

건물의 주된 부분으로 십자가의 긴 팔을 이루는 곳은 신랑이라고 불리며, 예배자들이 모이는 곳이다. 이 용어는 배를 의미하는 라틴어에서 유래했다. 대성당은 상징적으로 하느님의 백성을 삶의 폭풍 속으로 실어나르는 배이다. 신랑은 또한 주요 행렬에 사용되는데, 행렬은 가장 먼 문(전례적으로 일반적으로 서쪽 문이라고 불림)에서 모이거나 들어선다. 신랑 양쪽의 통로는 중앙 공간의 예배자들을 방해하지 않고 건물 내에서 사람들이 이동하는 것을 용이하게 한다.
십자가의 팔 부분을 트랜셉트라고 부르며, 종종 여러 개의 예배당이 포함되어 있다. 주 출입구에서 가장 멀리 떨어진 곳은 성찬을 위해 성체가 제단이나 성찬대에 놓이는 성전이다. "성전"은 "성스러운 곳"을 의미한다. 이 단어는 전통적으로 붙잡히지 않고 이 지역에 들어갈 수 있었던 범죄자가 교회의 성역을 부여받았기 때문에 현대 영어에서 의미가 변형되었다.
서유럽 전통의 대성당 건물은 구원을 향한 기독교 영혼의 진행을 상징한다. 동유럽 전통의 많은 대성당은 중앙 집중식으로 계획되어 있다. 이 교회들은 거의 항상 돔형이다. 이 대성당 구조의 상징주의는 지구와 천국의 위계를 나타내며, 종종 건물 내부의 프레스코나 모자이크 장식을 통해 그 의미를 드러낸다.

### 종교적 기능

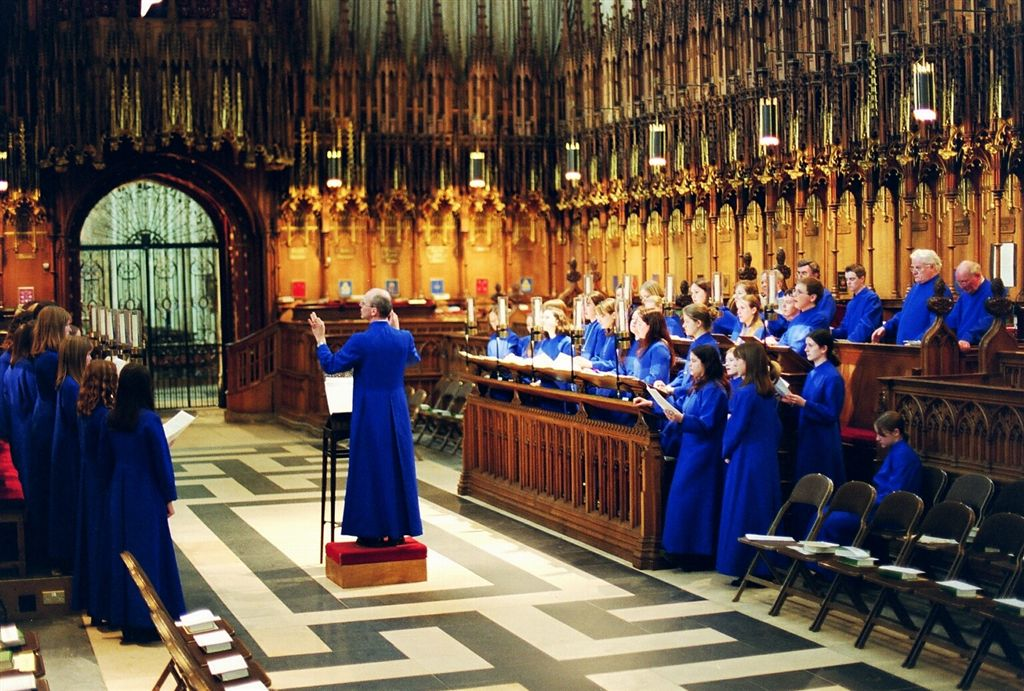
음악은 대성당 예배의 중요한 부분이다. 잉글랜드 요크 민스터의 성가대 연습.

주교좌로서의 조직적 기능과 교구 참사회의 회의 장소로서의 기능을 제외하고, 대성당은 매일 교회 예배를 제공하는 전례적 기능을 가진다. 대부분의 대성당은 매일 최소 세 번의 예배를 드리며, 종종 조과, 성찬례, 그리고 성가대장이 성가대와 함께 부르는 저녁 예배 형태를 취한다. 일요일에는 종종 추가 예배가 있다. 대성당은 일반적으로 합창 예배를 위한 공간과 교회와 도시의 성가대 및 고위 성직자를 위한 좌석을 특별히 갖추고 있다. 이 건물의 부분은 성가대석 또는 콰이어(Quire)라고 불리며, 일반적으로 성전과 신랑 사이에 위치한다. 음악이 전례 수행에 중요한 역할을 하기 때문에, 대성당은 일반적으로 합창대를 반주하기 위한 파이프 오르간을 가지고 있다.

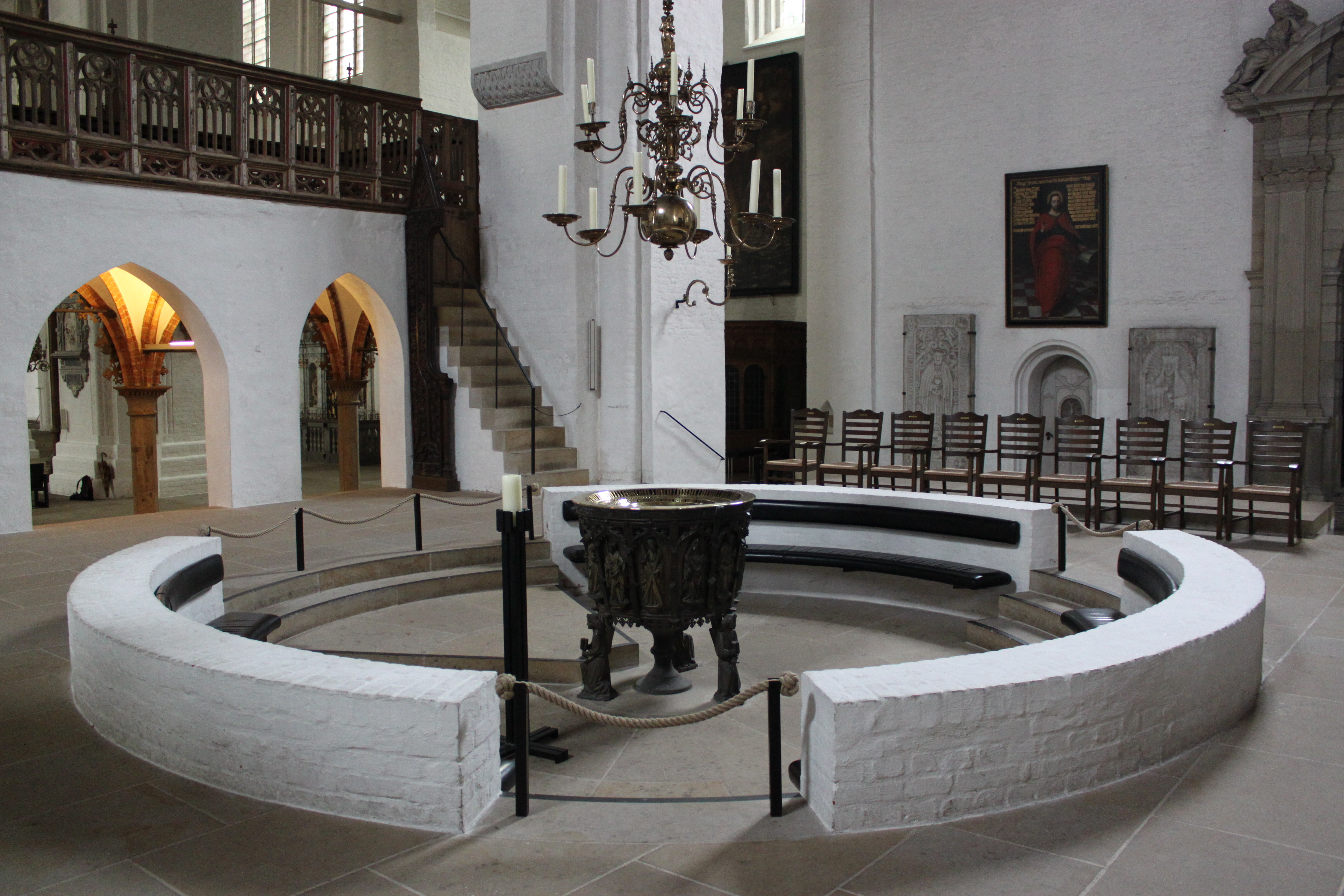
뤼베크 대성당의 세례대.

대성당에는 항상 세례대 또는 세례 의식이 거행되는 물 분지가 있는데, 이곳에서 사람은 공식적으로 기독교 교회에 받아들여진다. 세례대는 세례가 교회 공동체로의 입장을 의미하기 때문에 종종 문 쪽으로 배치된다. 일부 대성당, 특히 이탈리아에서는 세례 의식이 별도의 건물에서 거행된다. 대성당의 기능 중 하나는 성경을 읽고 해설하는 것이다. 대성당에는 일반적으로 성경을 읽는 독서대가 있다. 이것은 종종 놋쇠나 조각된 나무로 된 독수리 형태를 취하며, 펼쳐진 날개 위에 책을 지탱하고 복음사가 요한을 상징한다. 그러나 일부 대성당은 교회 양쪽에 정교한 중세 구조물을 보존하고 있는데, 하나는 복음서 낭독을 위한 것이고 다른 하나는 서신 낭독을 위한 것이다.
성경을 해설하는 기능은 전통적으로 강대에서 수행되며, 강대는 일반적으로 설교자의 목소리가 회중에게 전달되도록 구성된다. 강대는 종종 사람, 사자, 황소, 독수리의 날개 달린 형상으로 장식되어 있는데, 이는 복음서 저자 마태, 마가, 누가, 요한을 나타낸다.
대성당에서 열리는 예배는 연간 주기를 따른다. 교회 연간 매일 지정된 성경 낭독은 내면의 성찰과 참회의 기간을 축제의 기간과 번갈아 가며, 크리스마스와 부활절이라는 두 가지 큰 축제로 구분되는 패턴을 설정한다.
많은 대성당은 사람들이 예배하거나 성물이나 성인의 유물함을 숭배하기 위해 여행하는 순례지이다. 많은 대성당은 보람 있는 종교적 경험을 제공하고, 기도가 응답되거나 기적이 일어난 곳으로 여겨진다. 순례는 중세 후기에 특히 인기가 많았다. 산티아고 데 콤포스텔라 대성당과 같은 일부 대성당은 계속해서 순례자들을 끌어모으고 있다.

### 시민 및 사회 기능

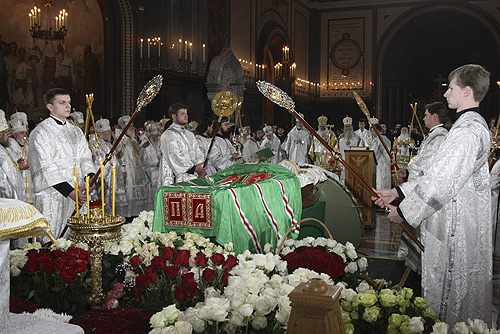
모스크바 구세주 그리스도 대성당에서 열린 알렉시 2세 총대주교의 장례식

대성당의 공식 예배는 한 해의 주기와 연결되어 있으며, 북반구의 계절에 맞춰 크리스마스는 겨울에, 부활절은 봄에 열린다. 대성당은 종종 가을에 추수감사절이라는 감사 예배를 드린다.
출생, 결혼, 사망은 종종 대성당에서 예배로 축하되며, 대성당은 이러한 사건들을 기록함으로써 지역 역사의 보관소 역할을 한다. 대성당은 특별 예배를 통해 국가 및 지역의 시민 축하와 슬픔의 시기를 기념한다. 지역 사회에서 유명한 인물들의 장례식은 예외 없이 대성당에서 거행된다. 지역 사회나 교회를 섬긴 사람들은 종종 자신들과 관련된 대성당 안에 묻힌다. 또는 기념비로 기념될 수도 있다. 아헨과 랭스와 같은 일부 대성당은 군주의 전통적인 대관식 장소이다.

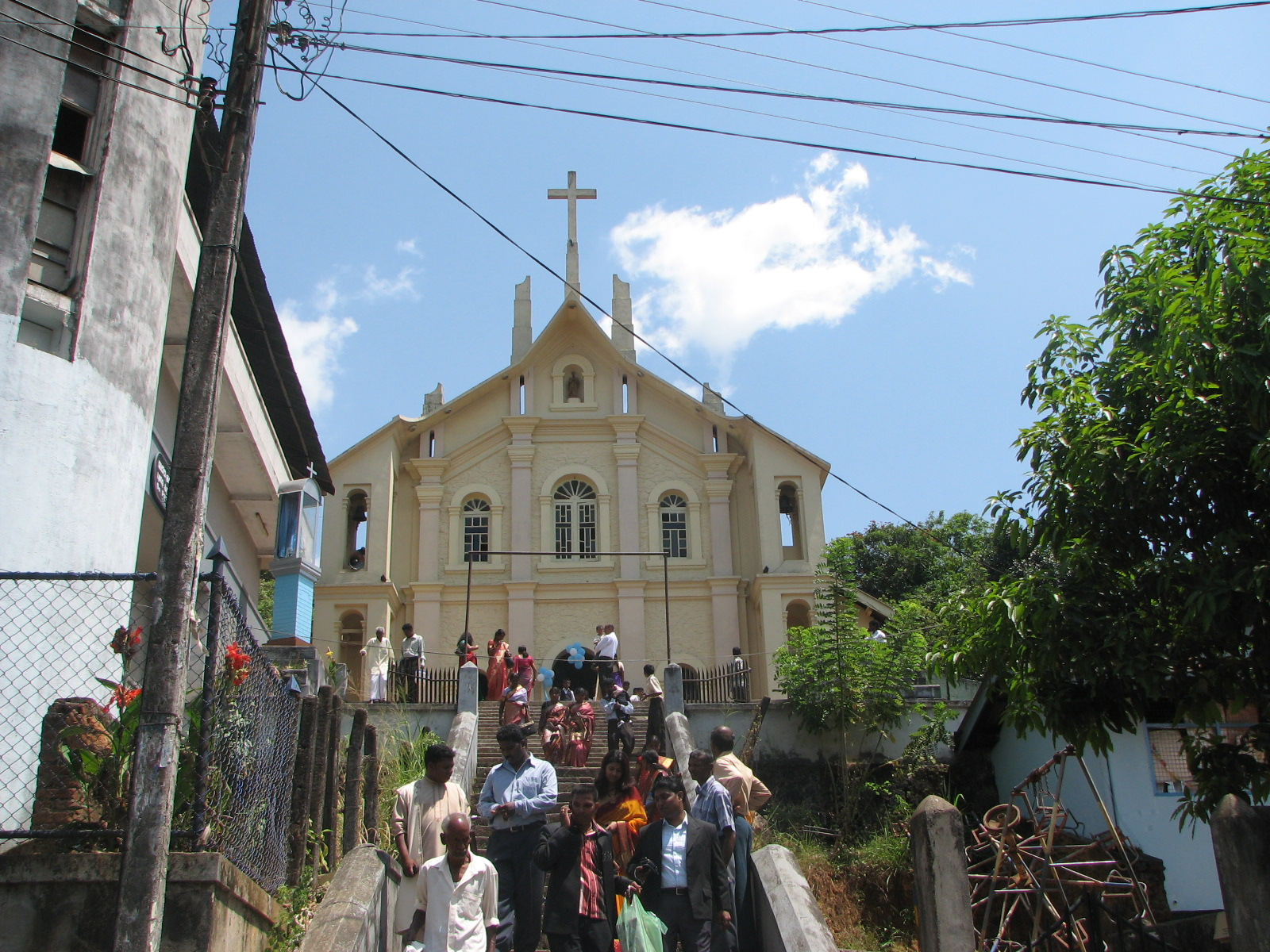
대성당은 중요한 모임 장소이다. 스리랑카 피터와 폴 대성당에서의 예배 후.

대성당의 또 다른 시민 기능은 중요한 시민 정보를 전달하는 것이다. 발표는 대성당 계단에서 대중에게 전달되거나 대성당 자체 내에서 이루어질 수 있다.
대부분의 대성당에는 종이 있다. 이 종은 예배가 곧 시작됨을 알리는 데 사용된다. 또한 정보와 축하를 전달하는 데도 사용된다. 종을 연주하는 것은 결혼식과 같은 기쁨의 시간을 나타낸다. 길게 이어지는 종소리나 "변화"는 큰 시민 축하의 시간을 전달한다. 가장 깊은 종의 느린 울림은 죽음이나 재난을 나타낸다. 많은 대성당에는 시간을 알리는 시계와 관련된 종소리가 있다. 대성당의 종은 전통적으로 전쟁의 발발과 종식을 알리는 데 사용된다.
대성당은 종종 지역 시장 및 의회, 지역 법원, 지역 연대, 학교, 스포츠 단체 및 봉사 클럽과 같은 중요한 세속 단체와 관련이 있다. 대성당은 종종 자체 학교를 가지고 있으며, 주로 성가대원을 교육하지만 다른 어린이들도 포함한다.
대성당은 종종 큰 건물로서 많은 사람들의 모임 장소 역할을 한다. 대성당은 종종 지역 사회 봉사, 청소년 활동, 학습, 음악 및 장식 예술과 관련된 다양한 활동의 중심을 형성한다.

## 건물

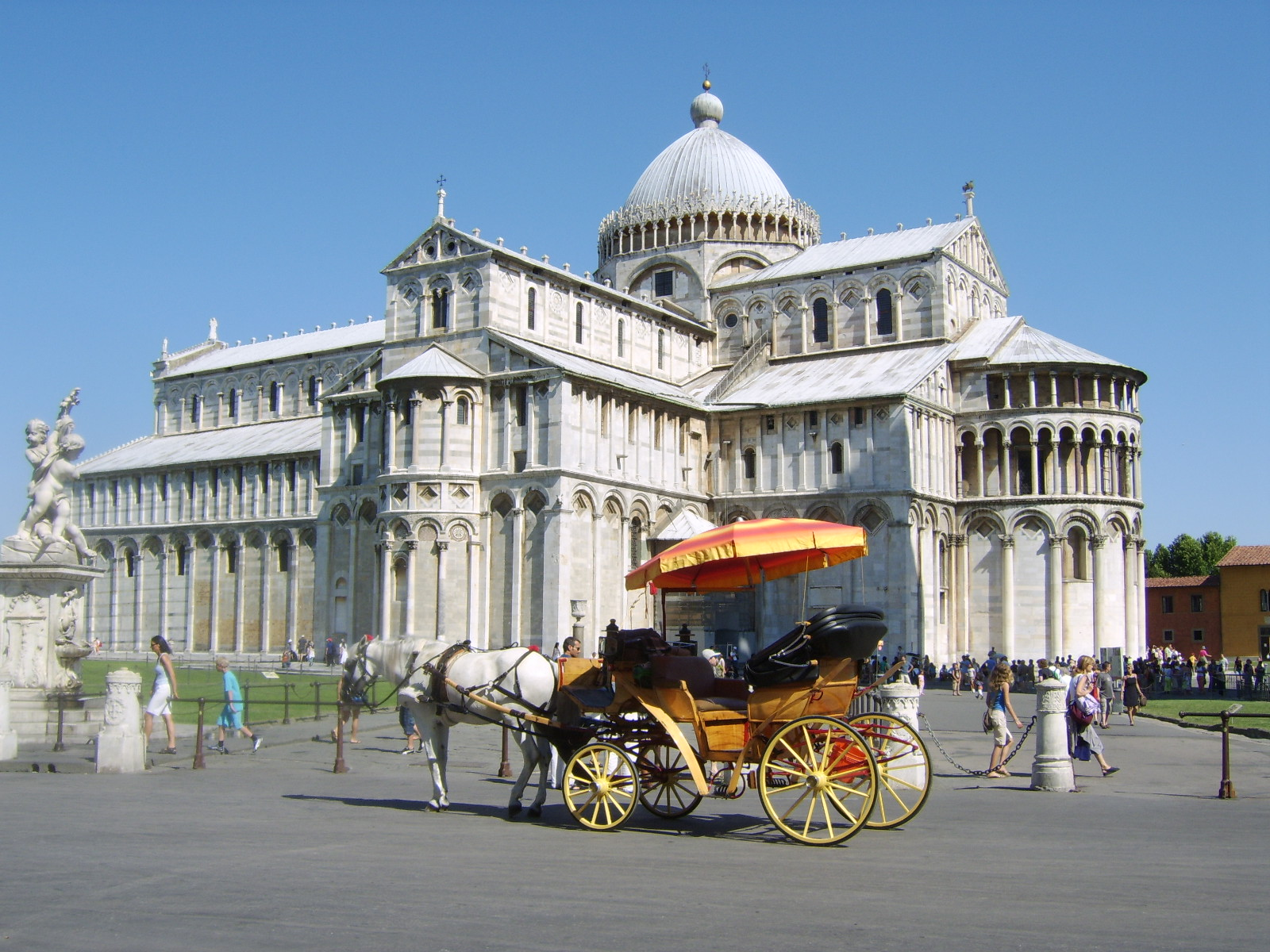
일부 대성당은 주요 관광지이자 세계유산이다. 피사 대성당은 가장 잘 알려진 곳 중 하나이다.

대성당 건물, 특히 중세 시대의 건물들은 종종 교구(및 국가)에서 가장 웅장한 교회이다. 잉글랜드, 프랑스 북부, 벨기에, 스페인, 포르투갈, 독일, 시칠리아의 고대 대성당, 남아메리카의 바로크 양식 대성당, 그리고 이탈리아 및 유럽의 다른 지역의 많은 개별 대성당들은 가장 크고 훌륭한 종교 건물 중 하나이다. 많은 곳이 건축이나 조각, 스테인드글라스, 프레스코와 같은 장식적 특징으로 유명하다.
대성당 건물은 일반적으로 크지만, 크기와 웅장함이 필수적인 요구 사항이었던 경우는 거의 없다. 초기 켈트족과 색슨족의 대성당은 크기가 작았으며, 아테네의 이른바 리틀 메트로폴 대성당인 비잔틴 양식도 그러했다. 피렌체 대성당과 밀라노 대성당과 같은 몇몇 주목할 만한 예외를 제외하고, 이탈리아의 대성당은 수가 많고 수도원 교회나 대형 본당 교회와 형태와 크기가 유사한 경우가 많다. 현대에는 기능성이 최우선 고려 사항이고 많은 국가에서 교회 출석률이 낮기 때문에, 대성당 교회는 소박한 건물일 수도 있다.
수도원 재단 대성당과 일부 세속 성직자 대성당에는 회랑이 있는데, 이는 전통적으로 바람과 비로부터 보호되는 열린 공간에서 세속적인 활동이 이루어지도록 제공했다. 일부 대성당에는 참사회가 모일 수 있는 챕터 하우스도 있다. 잉글랜드에서는 이러한 건물들이 남아 있는 경우 종종 팔각형이다. 대성당은 피렌체처럼 도시의 주요 광장에 면해 있거나, 캔터베리처럼 성벽으로 둘러싸인 울타리 안에 자리 잡을 수도 있다. 여러 관련 수도원 또는 성직자 건물, 주교 궁전, 그리고 종종 성가대원들을 교육하기 위한 학교가 있을 수 있다.

### 미술품, 보물, 관광

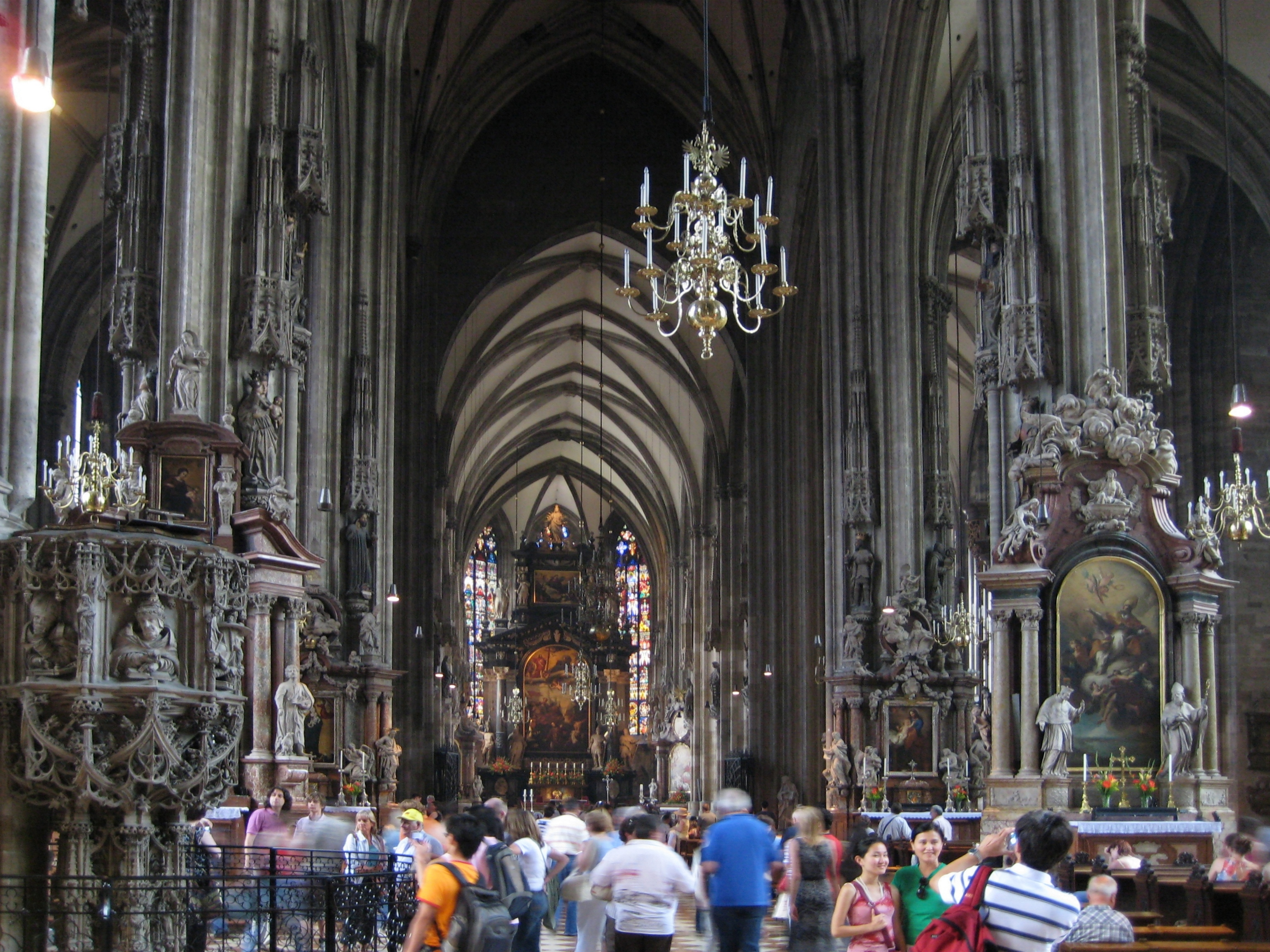
대성당은 종종 풍부한 미술품을 소장하고 있다. 슈테판 대성당 내부를 방문하는 관광객들, 빈.

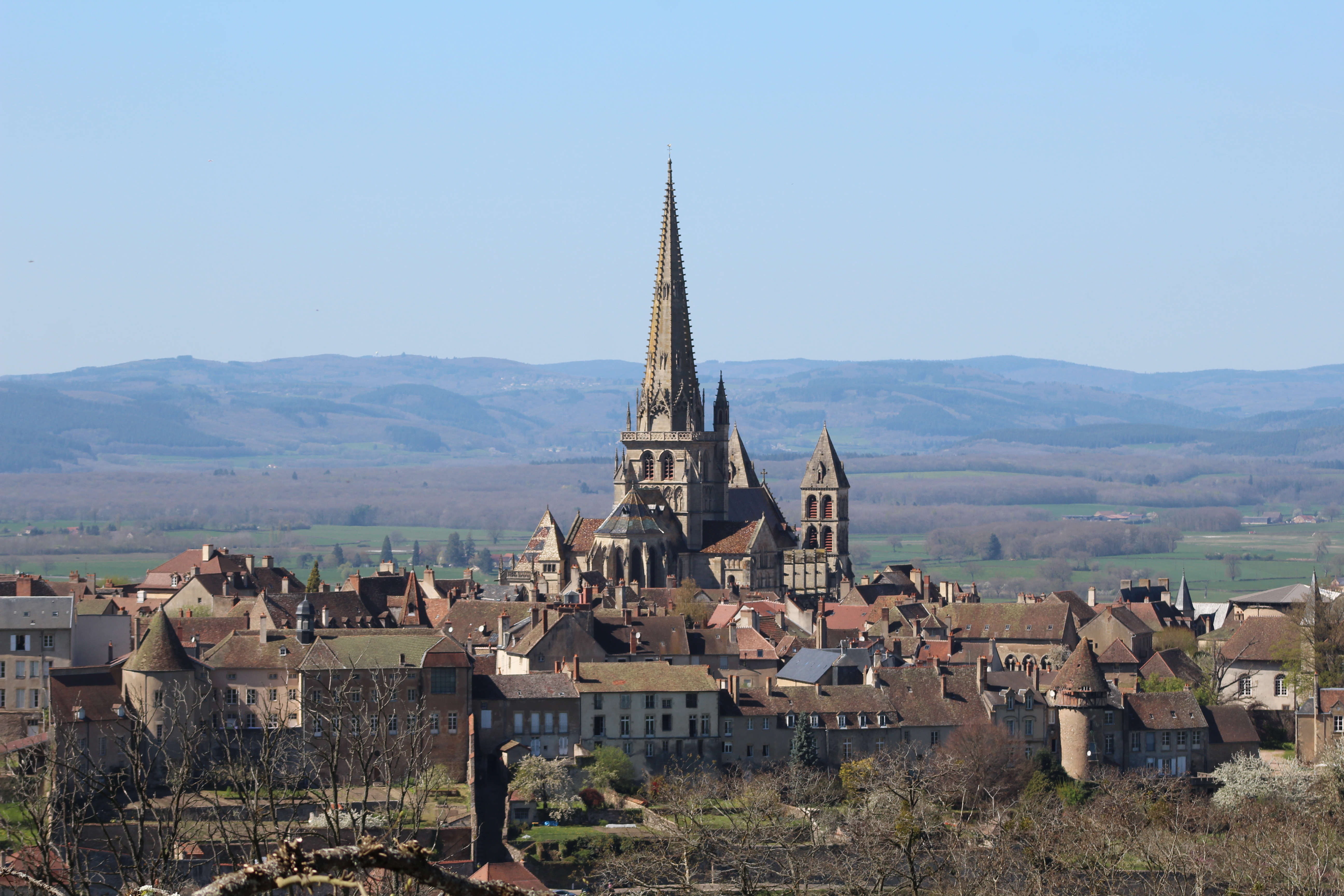
모르방을 내려다보는 프랑스의 오턴 대성당은 도시의 주요 관광 명소 중 하나이다.

많은 대성당 건물은 건축으로 매우 유명하며 예술적, 역사적으로 지역 및 국가적으로 중요성을 가진다. 많은 곳이 유네스코 세계유산으로 등재되어 있다.
많은 대성당은 거대한 크기와 종종 탑, 첨탑 또는 돔을 가지고 있다는 사실 때문에 20세기까지 도시나 시골 풍경의 주요 랜드마크였다. 고층 건물이 들어서면서 쾰른 대성당과 같은 일부 경우에는 대성당의 전경이 손상되는 것을 막기 위해 시민 운동이 일어났다.
많은 대성당이 건축하고 장식하는 데 수 세기가 걸렸기 때문에, 대성당이 위치한 도시에 주요한 예술적 투자를 구성한다. 건물 자체가 건축적으로 중요할 뿐만 아니라, 교회는 종종 스테인드글라스, 석조 및 목조 조각상, 역사적인 무덤, 정교하게 조각된 가구, 그리고 유물함과 같은 예술적 및 종교적으로 중요한 보물들을 소장하고 있다. 더욱이 대성당은 종종 현판, 비문, 무덤, 스테인드글라스, 그림을 통해 도시의 이야기를 전달하는 데 중요한 역할을 한다.
이러한 이유로 관광객들은 수백 년 동안 대성당을 방문해 왔다. 많은 대성당은 서비스 시간 외 방문객에게 입장료를 부과하거나, 기부금을 요청하거나, 사진 촬영에 요금을 부과하는 방식으로 관광객을 유치한다. 특히 인기 있는 관광지인 대성당은 종종 가이드, 안내 책자, 기념품, 카페를 제공한다.

## 같이 보기
- 대한민국의 대성당 목록
- 산 조반니 인 라테라노 대성당(교황좌가있는 곳)
- 산타 마리아 델 피오레 대성당(관광지)
- 바실리카
- 두오모